# Zánik Rakousko-Uherska
Zárodky budoucího rozpadu Rakousko-Uherska lze vysledovat hluboko do minulosti tohoto soustátí, a to ještě do doby, která předcházela rakousko-uherskému vyrovnání z roku 1867, tedy do dob, kdy se státní útvar nazýval Rakouským císařstvím a jeho politická struktura byla značně odlišná.

Rakousko-Uhersko roku 1914: Předlitavsko: 1. Čechy, 2. Bukovina, 3. Korutany, 4. Kraňsko, 5. Dalmácie, 6. Halič, 7. Rakouské přímoří, 8. Dolní Rakousy, 9. Morava, 10. Salcbursko, 11. Slezsko, 12. Štýrsko, 13. Tyrolsko, 14. Horní Rakousy, 15. Vorarlbersko; Zalitavsko: 16. Uhersko, 17. Chorvatsko-Slavonsko; 18. Bosna a Hercegovina; s vyznačením zemí Koruny české (1, 9, 11)

Dynasticko-stavovské základy na kterých habsburská monarchie v průběhu 16. století vznikala, začaly erodovat během 18. století, kdy byl tento proces pozastaven tereziánskými a josefínskými osvícenskými reformami s důrazem na sjednocení a racionalizaci habsburského státu. Významnou roli měla ztráta ústředního legitimizačního mýtu, kterým bylo od 16. století do začátku 18. století osmanské nebezpečí a následný úpadek velmocenského významu monarchie, který vedl od 60. let 19. století k postupné politické i ekonomické závislosti na Německu. Od přelomu 18. a 19. století se začalo oživovat národní cítění (respektive etnický nacionalismus), to záhy začalo úspěšně konkurovat shora budované nadnárodní identitě monarchie.
Nastupující kapitalismus postupně narušoval společenské a politické uspořádání monarchie, které do roku 1848 stále právně odpovídalo pozdnímu feudalismu. V souvislosti s politickým liberalismem a nacionalismem došlo k první vážné vnitřní krizi Rakouska v letech 1848/1849 (tzv. jaro národů). Reakce státního aparátu na revoluci značně poškodila reputaci monarchie v očích svých obyvatel. Nový císař František Josef I. a jeho vlády dokázaly prozatím vždy politické i vojenské krize řešit, ale později už šlo jen o snahu zastavit nezastavitelné. Během 60. let 19. století byla monarchie nově uspořádána a v rámci vyrovnání rozdělena na dvě poloviny, Předlitavsko a Zalitavsko. Absolutistický režim nahradila konstituční monarchie. Především v Předlitavsku se politická sféra postupně demokratizovala. Tyto politické reformy ale nevyřešily národnostní otázku, která se vyrovnáním v roce 1867 dostala do nového politického kontextu. Vyčerpávající Světová válka představovala výzvu, se kterou se Rakousko-Uhersko už nedokázalo vyrovnat. Se smrtí starého císaře Františka Josefa I. v listopadu 1916 jakoby odcházela do dějin i sama monarchie. Pokusy mladého císaře Karla I. o záchranu svého dědictví se z dnešního pohledu zdají již od počátku marné.

## Příčiny

### Období Svaté aliance

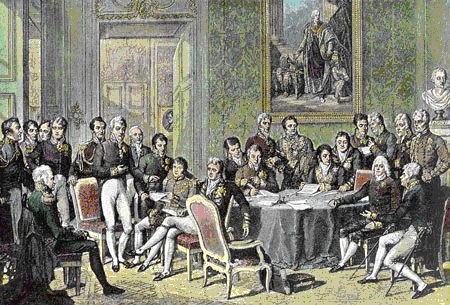
Vídeňský mírový kongres

Velká francouzská revoluce z let 1789–1799 stála na počátku období napoleonských válek. Krvavý průběh revoluce včetně popravy vládnoucího páru Marie Antoinetty a Ludvíka XVI. byl jistě postrachem pro ostatní vládnoucí dynastie v Evropě. Po Vídeňském kongresu z roku 1815, který období napoleonských válek ukončil, byla ustavena Svatá aliance, což byla dohoda pruského krále, rakouského císaře a ruského cara o vzájemné podpoře. Hlavním účelem existence Svaté aliance byla ochrana před jakýmikoliv projevy separatismu nebo radikalismu v jejich zemích, které by ohrožovaly centrální moc a územní integritu. Tyto státy tak byly připraveny se navzájem podporovat v případě vzniku revoluce či povstání v některém z nich. A povstání na sebe nenechala dlouho čekat – již roku 1830 došlo na území ruské části Polska k Listopadovému povstání, které bylo následujícího roku potlačeno.

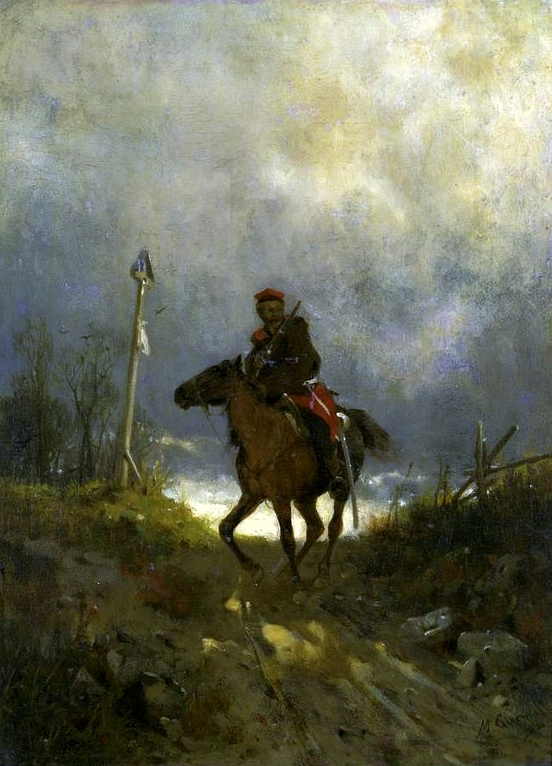
Polský povstalec na obraze Maksymiliana Gierymského.

Území bývalého polského státu, jenž byl rozdělen mezi Prusko, Rusko a Rakousko (přičemž Rakousku připadlo území nazývané Halič), zůstávalo po dlouhá léta místem vzniku povstání, a to zejména v Rusy zabrané části. V rakouské Haliči došlo též k různým pokusům o státní převrat, tyto pokusy však narážely na to, že byly spíš záležitostí vyšších vrstev společnosti, kdežto drobní rolníci, kteří tvořili většinu obyvatelstva, žili v podřízeném postavení vůči těmto vyšším vrstvám, tedy zejména velkým pozemkovým vlastníkům. Životní úroveň rolníků byla veskrze špatná a tito rolníci mnohdy spíš podporovali rakouské úřady v boji proti pozemkovým vlastníkům, jimiž se cítili vykořisťováni a případné povstání by zde nemělo velkou podporu mezi lidmi. V sousedním ruském záboru Polska byla situace mnohem neklidnější, jelikož Poláci zde museli vzdorovat rusifikačnímu nátlaku i útlaku ze strany režimu samotného. Obrovské množství obětí si vyžádalo povstání v ruském záboru z let 1863–1864, které bylo armádou potlačeno. Na území Haliče se sice žádné povstání nerozhořelo, ale rakouské úřady zůstávaly v pohotovosti a na území provincie byl vyhlášen stav obležení.
Roku 1848 vypukly revoluce po celé Evropě a týkaly se i Rakouského císařství, které se nakonec dostalo do velmi vážné situace, kdy se dokonce císařský dvůr kvůli nebezpečí musel přestěhovat z hlavního města Vídně. Nejvážnější byla situace právě ve Vídni, v Uhrách a Lombardii, neklid byl i v jiných částech říše. Příčin bylo hned několik: v italských oblastech to byla touha po vytvoření velkého italského státu, v německy mluvících oblastech a v Čechách političtí aktivisté požadovali vyhlášení ústavy a konstituční monarchie. Na povrch též naplno vyplavaly národnostní požadavky v důsledku probuzení národnostního cítění, tedy již zmíněné jaro národů. Nepřehlednou situaci navíc komplikoval spor o účast či neúčast Rakouska v Německém spolku, kdy Němci byli převážně pro a Češi převážně proti, kdežto habsburský dům zastával představu, že by hlavou Německého spolku byl rakouský císař, což bylo podstatnou částí liberálních aktivistů pokládáno za naivní.
Nakonec došlo k obměně na císařském trůnu, na kterém usedl teprve osmnáctiletý František Josef I. Svatá aliance zasáhla v Uhrách, kde byla revoluční vojska poražena s pomocí ruské intervence, domácí vojska generála Windischgrätze potlačila revoluci ve Vídni a Májové spiknutí v Praze z roku 1849 a v srpnu 1849 rakouská vojska pod velením maršála Radeckého definitivně porazila armádu Sardinského království, která se snažila vynutit odtržení Italy obývaných území Rakouska. Ústava z roku 1849 byla odvolána a nastoupila nová absolutistická éra.

### Neoabsolutismus

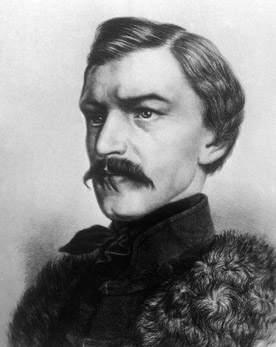
Český novinář Karel Havlíček Borovský se stal symbolem boje proti potlačování svobody slova v dobách absolutismu 50. let 19. století.

S výsledkem revolučních let 1848–1849 pak byli nakonec nespokojeni téměř všichni. Rozpuštěním kroměřížského ústavodárného sněmu byli zklamáni do té doby převážně austroslavističtí Češi, spor o účast na Frankfurtském sněmu Německého spolku zarazil klín do té doby ještě docela korektních vztahů mezi Čechy a českými Němci, pro maďarské elity se stala porážka revolučních vojsk a následné perzekuce téměř národní tragédií. Uherští Slované, kteří v převážné míře podporovali centrální vídeňskou vládu, se mohli cítit zrazeni následnou ignorací jakýchkoli jejich národních požadavků v dalších letech a rakouským liberálům a demokratům byl darován nový absolutismus s příslušnými metodami policejního sledování a nedobrovolných internací.
Praxe, kdy určitá kritická situace byla vyřešena tak, že nakonec byli nespokojeni prakticky všichni, se stala pro rakouskou politiku po následující desetiletí takřka typická. Jinak tomu nebylo ani v politice zahraniční, kdy neúspěšná diplomacie vedla ke zhoršení vztahů s Ruskem i Pruskem, stejně jako k mezinárodním krizím kvůli sporům o území, která vyklízela Osmanská říše na Balkáně.

### Obnovení ústavnosti
Nový režim spotřebovával obrovské množství prostředků k zajištění své vnitřní bezpečnosti a k vyzbrojení armády, přičemž politický život říše byl do značné míry uměle umrtven Bachovou normalizací. V hospodářství byl učiněn velký pokrok. Byly zrušeny celní hranice, demontovány poslední zbytky cechovních zákonů a ekonomika se rozběhla do nové, gründerské epochy. Reakční vláda mladého císaře Františka Josefa I. tak podporovala bohatnutí střední vrstvy společnosti, která se pak stala nositelem reformistického programu.
Zbrojení ale nekončilo a též stále nebyly zaplaceny dluhy z dřívější doby. Stát byl tak nakonec stavem státní pokladny již v polovině 50. let dotlačen k rozsáhlému rozprodeji svého majetku jako byly státní lesy, ale i státní železnice, přičemž byl nucen vytvářet nové liberální zákony, které kompenzovaly omezené možnosti státu právě např. ve výstavbě nových železnic.
Nakonec pod tlakem ekonomických problémů po prohrané válce s Itálií došlo k návratu k ústavnímu režimu a obnovení konstituční monarchie, kdy zákonodárná moc byla svěřena dvoukomorovému parlamentu – Říšské radě. Členové její poslanecké sněmovny byli původně delegováni jednotlivými zemskými sněmy, do nichž zase lidé volili své zástupce pomocí volebního systému kurií, do kterých ale mohli volit jen voliči, kteří vykazovali dostatečný odvod přímých daní, takže systém se týkal jen určitého procenta populace.
Po rakousko-uherském vyrovnání z roku 1867 byla země rozdělena na dva celky, přičemž v Uhrách zůstal zachován volební systém podobný jako z roku 1861, kdy byla obnovena konstituce, a v rakouských zemích docházelo k postupné hlubší demokratizaci poměrů. Byla zavedena přímá volba poslanců Říšské rady, docházelo k postupnému snižování částky odvedených přímých daní nutných pro účast ve volbách (census), až se nakonec ve volbách roku 1907 volilo na základě všeobecného volebního práva pro celou zletilou mužskou populaci.
Demokratizace politiky ale otevřela novou arénu pro souboj jednotlivých navzájem si odporujících názorových skupin. Rozhodujícím rozkladným prvkem v monarchii byl nacionalismus jednotlivých národů v zemi, který se začal rozvíjet v souvislosti s moderním národním uvědomění, jež se vynořilo v průběhu první poloviny 19. století.
Rakousko-uherské vyrovnání po prohrané prusko-rakouské válce zapadalo do obvykle ústupné politiky, kterou od 60. let František Josef I. vůči Maďarům vedl. Uherské země (tzv. Zalitavsko) zůstaly s Rakouskými zeměmi (tzv. Předlitavsko) spojeny osobou císaře, ministerstvem financí, války a zahraničí. Jinak měly vlastní vládu s vlastním ministerským předsedou. Uherské elity by v té době jistě raději rozdělily obě území důkladněji, takže těžko mohly být zcela spokojeny. Životní úroveň většiny uherského obyvatelstva a její právní postavení po dobu dualismu značně zaostávaly oproti situaci v Předlitavsku. Až do roku 1918 se v této části říše udržela u moci úzká skupina velkostatkářů a šlechticů.
Občanské strany se mohly ve větším počtu poslanců dostávat do rakouské Říšské rady již v 70. letech a v 80. letech. Taaffeho konzervativní vláda dokonce neváhala přijímat některé myšlenky sociálně demokratického hnutí. Takové strany se v uherském volebním systému nemohly prosadit. Tato skutečnost byla těžko přijímána zejména slovenskými a jihoslovanskými politiky, jelikož právě uherští Slované zůstali během krvavé revoluce let 1848–1849 věrni císaři a jasné znevýhodnění ve volených orgánech brali jako křivdu.
Mluvíme-li o tom, že v uherském parlamentu chyběl odpovídající počet zástupců nemaďarského obyvatelstva, musíme si uvědomit, že stejně na tom až do roku 1918 byla i většina obyvatelstva maďarského, jelikož po celou dobu zde zůstal zakonzervován systém, ve kterém se voleb mohlo účastnit jen několik procent občanstva s ohledem na jejich majetek, samozřejmě se jednalo převážně o velké pozemkové vlastníky (šlechtu) a průmyslové magnáty.

### Dualismus

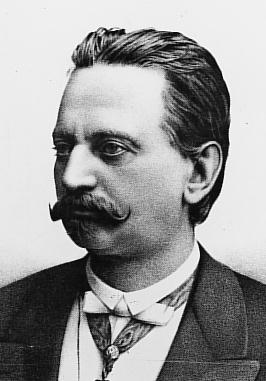
Vláda Eduarda Taaffeho pomohla zajistit klidný rozvoj v Předlitavsku po řadu let.

V Uhrách se vytvořil silný politický proud, který bral dualismus jako příležitost k posílení mocenského postavení Uher. Jednání o podmínkách rakousko-uherského vyrovnání se opakovala pravidelně každých 10 let, a bývala to rakouská strana, která vždy svolila k určitým ústupkům. Zejména političtí souputníci ministerského předsedy Istvána Tiszy si uvědomovali, jak je vlastně svazek s bohatším Předlitavskem pro ně výhodný. Silně industrializovaný západ říše Rakousko-Uhersku významně přispíval k postavení evropské mocnosti, ačkoliv to byla jedna z těch chudších mocností. Uhry samotné byly převážně zemědělskou zemí s vysokou mírou negramotnosti a s velkými sociálními rozdíly, které by po případném osamostatnění vedly k tomu, že by se Uhry mohly vydat na cestu k bezvýznamnosti.
Velké naděje vzbudil v Čechách pokus o české vyrovnání na začátku 70. let. Tuto státoprávní úpravu se pokoušel dojednat už sám císař František Josef I. bezprostředně po vyrovnání rakousko-uherském. K dohodě však nakonec nedošlo, vláda Karla Sigmunda von Hohenwarta se zalekla protestů ze strany uherského ministerského předsedy Andrássyho a rakouských Němců. Zvažované státoprávní úpravy ve prospěch rakouských slovanů, z těch ale zejména Čechů, narážely na silný odpor císařského Německa, které mělo na Rakousko-Uhersko silný ekonomický i politický vliv, čehož Německo využívalo k nátlaku na rakouskou vládu. Berlín využíval též svých dobrých vztahů maďarskými vládnoucími kruhy. Zastavení již běžících jednání vedlo k dalšímu podkopání důvěry v rakouský stát v této zemi.

Myšlenkový posun v hlavách českých elit lze vysledovat srovnáním výroků historika a významného politika Národní strany (Staročeši) Františka Palackého. V roce 1848 viděl v Rakouském císařství ochranitele národní svébytnosti před rozpínavostí pruskou a ruskou, což okomentoval slovy: „Kdyby Rakouska nebylo, museli bychom jej vytvořit v zájmu Evropy i lidstva samotného.“ Po jeho zklamání z politického vývoje po obnovení ústavního režimu, se jeho postoj radikalizoval. To charakterizuje jeho výrok z tehdejší doby: „Byli jsme před Rakouskem, budeme i po něm.“ (1865)
Po státoprávní přeměně Rakouského císařství na dualistickou monarchii rakousko-uherskou nebylo zapomenuto na Halič, kde byla rozšířena autonomie a při vídeňské vládě získala svého ministra a v zemi funkci místodržícího zastával vždy Polák. Poláci později zastávali i významné funkce v centrálních úřadech, vzpomeňme např. na ministerského předsedu Badeniho, nebo ministra zahraničí Gołuchowského. Na zástupce početné ukrajinské národnosti v této zemi však bylo poněkud zapomenuto.
Se vznikem dualismu byla též rozšířena autonomie Chorvatsko-Slavonska (tzv. Chorvatsko-maďarské vyrovnání), proto měli Chorvati a Poláci obvykle k monarchii příznivější vztah než třeba Češi nebo Rumuni.
Nejenže značnou nevoli u řady tehdejších politiků způsobila samotná přeměna státu na dualistickou monarchii, kdy císař i tehdejší kancléř Friedrich Ferdinand von Beust do značné míry ustoupili požadavkům představitelů maďarské elity v Uhrách a podmínky vyrovnání byly jednostranně výhodné právě pro ně, jakož i způsob prosazení státoprávní přeměny, jež byla provedena de facto v rozporu s platnými zákony rozhodnutím císaře (tzv. oktrojem) a následně schválena zastupitelskými orgány až ex post. Navíc tato změna vytvořila další neřešitelné gordické uzly vztahů mezi národy uvnitř monarchie. Tehdy zejména v českých zemích populární konkurenční idea federalizace monarchie byla nakonec zcela upozaděna a její prosazení v prostředí značně okleštěného volebního práva v Uhrách ani nebylo možné.

### Socialistické hnutí

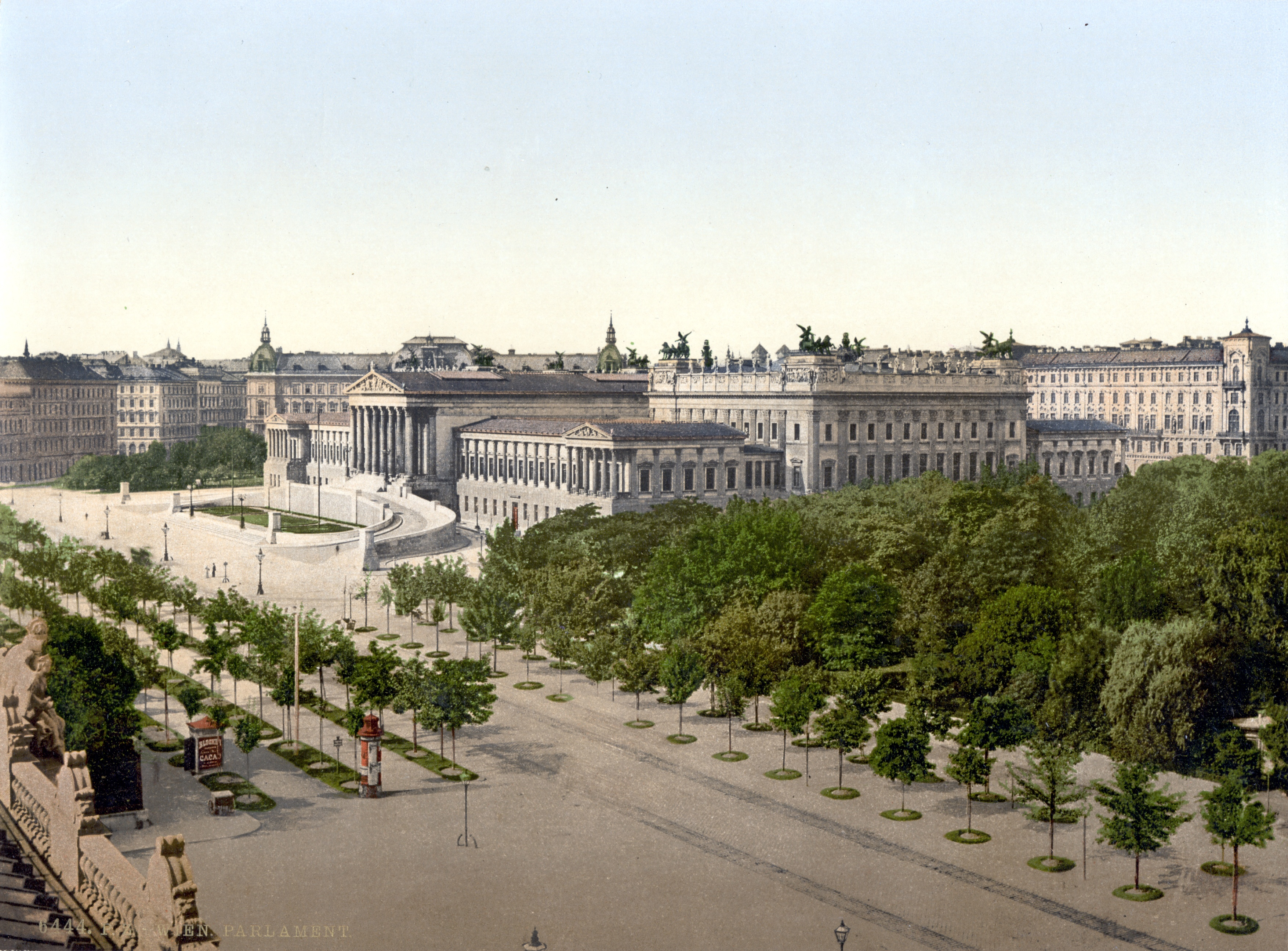
Honosná budova Říšské rady se stala svědkem mnoha politických i nacionálních zápasů v monarchii.

V 70. letech se též probudilo socialistické hnutí, které vyústilo k vytvoření jednak prvních zárodků dělnických odborových organizací, a jednak k vzniku Sociálně-demokratické strany, ze které se později oddělovaly její jednotlivé národní odnože v obou částech monarchie. V Uhrách byl tento proces pomalejší, jelikož politické prostředí tam zdaleka nebylo tak svobodné jako v Předlitavsku. Hnutí bylo liberálními i konzervativními politiky vnímáno od počátku jako jasné nebezpečí.
Paradoxem je, že sociálně demokratické hnutí přitom až do 1. světové války nijak zvlášť neusilovalo o rozbití monarchie. Naopak – národní odnože sociálně demokratické strany byly spojeny ve volné federaci těchto stran. Konstruktivní spojení tak měly dokonce česká a německorakouská odnož, což bychom v jiných oblastech společenského života stěží dohledávali. Z české sociální demokracie se později oddělila její více nacionálně orientovaná odnož – Česká strana národně sociální, která již ve svých cílech měla boj za větší suverenitu národa. Samotná sociální demokracie na stranu českých separatistů přešla až v průběhu 1. světové války, a to poněkud neochotně. Jedním z velkých úspěchů sociálně demokratického hnutí bylo zavedení rovného tajného hlasovacího práva pro zletilou mužskou populaci v Předlitavsku, boj za něj se vyhrotil v revolučním roce 1905 a již o dva roky později bylo toto nové právo aplikováno v prvních volbách do předlitavské Říšské rady.
Rakouská socialistická internacionála však nakonec podlehla rozpadu a národní socialistické hnutí se od sebe začala vzdalovat. Německorakouská sociální demokracie, která byla ze všech rakouských socialistických stran nejvlivnější, označila Českoslovanskou socialistickou stranu dělnickou za separatistickou, a to vedlo k jejímu vyloučení z internacionály. Ač tedy socialistické hnutí, podobně jako většina podstatným politických proudů v české politické scéně, neusilovala o destrukci monarchie, přesto se i toto hnutí ocitlo v rozkolu s partnerskou stranou německou.

### Jazyková otázka
Prakticky užívaným jednotným úředním jazykem v monarchii byla již od tereziánských a josefínských reforem němčina. V průběhu 18. století totiž vznikal tehdy moderní absolutistický stát s centralizovanou státní mocí i úřady, a toto zřízení ke svému efektivnímu fungování jednotný jazyk potřebovalo. Zároveň tím ale byl ohrožen rozvoj jednotlivých národních jazyků. Tento pocit ohrožení na konci 18. století vyvolal reakci – národní obrození.
Roku 1879 se hrabě Eduard Taaffe stal ministerským předsedou předlitavské vlády v souvislosti s politickými důsledky krachu na vídeňské burze z roku 1873. Následná celosvětová hospodářská krize v Rakousku podlomila důvěru v liberální kapitalismus a umožnila nástup konzervativního politického proudu, reprezentovaného právě Taaffem. Jeho konsensuální politika přivedla zpět do parlamentních lavic po mnoha letech českou Národní stranu (Staročeši), která se do té doby sice voleb účastnila, ale demonstrativně na protest proti nerespektování tzv. historického práva českých zemí práci ve volených orgánech bojkotovala. Stejně tak dokázala přijmout a aplikovat některé myšlenky sociálně demokratického hnutí. Nově vydaná jazyková nařízení zlepšila postavení češtiny a usnadnila komunikaci občanů s úřady. Na česká podání musely úřady dávat české odpovědi. Relativní klid trval až do roku 1893, kdy ve volbách zvítězila nacionálně radikálnější Národní strana svobodomyslná (Mladočeši), která se dostávala do střetu s německými radikály a další vídeňské vlády stěží zvládaly nekončící spory.
Jak již bylo řečeno, hlubší demokratizace na parlamentní půdě ještě více otevřela arénu pro politický souboj různých nacionalismů v zemi. Evergreenem byly tahanice kolem dominantního postavení němčiny jako úředního jazyka v říši. Němčina byla kromě vnitřní úřední komunikace též jednotným velícím jazykem v armádě. V Uhrách však bylo toto její postavení mnohdy okázale ignorováno. Na to při své vojenské kariéře neustále narážel následník trůnu, a velký nepřítel maďarského nacionalismu, František Ferdinand d’Este. Ten byl přímo konsternován uherským důstojnickým sborem, který němčinu prakticky vůbec nepoužíval.
Přes následníkovy stížnosti se tento nešvar vůbec nedařilo odstranit. Naopak mezi důstojníky v Předlitavsku bývala němčina běžným komunikačním jazykem, který všichni ovládali a nikdo se mu nebránil.
V civilní sféře však spor o společný jazyk neustále gradoval, zejména po demisi Taaffeho vlády roku 1893. Od této demise se již politický smír do země prakticky nevrátil.
Velkou bouři vyvolaly Badeniho jazykové reformy, které se pokoušely zavést češtinu v českojazyčných a smíšených okresech Českého království jako úřední řeč, kterou by se museli všichni úředníci bez rozdílu národnosti naučit. Tato nařízení musela být nakonec odvolána. Češi a Němci se však již na ničem dalším prakticky neshodli. S odstupem, bez nadržování jedné nebo druhé straně, je problematické hodnotit tyto snahy o přijetí určitého státního, resp. zemského úředního jazyka. (V Předlitavsku nebyl státní úřední jazyk přímo definován, ale prakticky jím byla němčina.) Je pravdou, že němečtí nacionálové brali němčinu coby úřední jazyk jako naprostou nezpochybnitelnou samozřejmost – a to zcela nekriticky. Na druhou stranu si lze jen těžko představit jiný úřední jazyk, než právě němčinu. V monarchii se mluvilo mnoha nesourodými jazyky, kdežto němčina byla v té době z historických důvodů prakticky všudypřítomná.
Česko-německé spory vedly k dalším bojkotům zemských sněmů a Říšské rady, zejména ze strany Mladočechů, což souviselo i s bojem za všeobecné hlasovací právo, které by postavení Němců v monarchii mohlo ohrozit.
Situaci se podařilo uklidnit na Moravě tzv. Moravským vyrovnáním. Na Moravě byly česká i německá strana sporu ochotny k ústupkům a podařilo se zde dohodnout poměrné zastoupení českých a německých poslanců tak, jak přibližně odpovídalo jejich početnímu stavu v zemi. I přes určité nesrovnalosti, jako byla např. samospráva Brna, zůstával na Moravě klid.
V Čechách ale dál spor gradoval střídajícími se obstrukcemi českých a německých nacionálů. V té době se jednalo o tzv. česko-německém vyrovnání pod patronátem zemského místodržícího Františka Thuna.
Od roku 1908 byla činnost českého zemského sněmu trvale ochromena obstrukcí, což vyvolalo zemskou finanční krizi. Nakonec císař Anenskými patenty z roku 1913 rozpustil zemský sněm, jehož činnost již nebyla obnovena.

### Všeněmecké hnutí

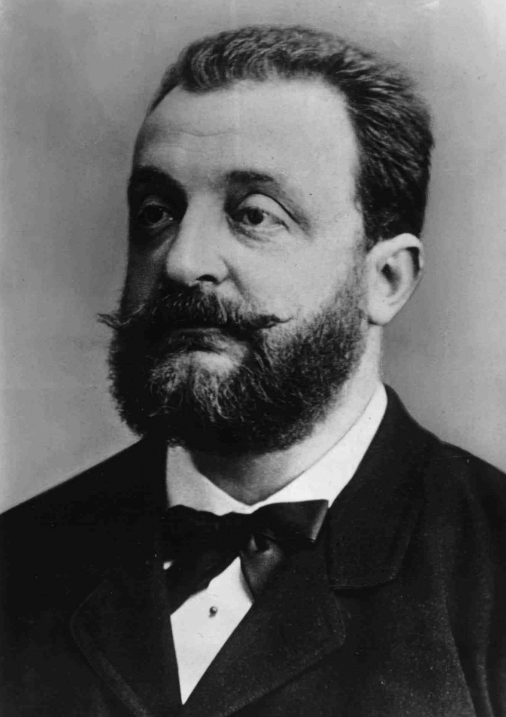
Georg von Schönerer, vůdce Všeněmecké strany

Ačkoliv česko-německý národnostní spor patřil mezi nejvážnější politické konflikty v říši, nebyl zastánci existence Rakousko-Uherska (současníky) obvykle brán jako spor bezprostředně ohrožující monarchii, jelikož většinou územně nepřekračoval hranice Českého království. Někteří odborníci ale tento konflikt považují za konflikt ve kterém šlo o mnohem více než jen o provinčně omezený spor mezi Čechy a Němci, ale o spor o podstatu uspořádání habsburské monarchie. Krize kolem Badeniho jazykových nařízení byla například podle Josefa Redlicha momentem, od kdy byla habsburská říše „zasvěcena zániku“. Mnohem vážnější nebezpečí bylo spatřováno ve všeněmeckém hnutí (pangermanismus). Všeněmci usilovali o připojení německých oblastí, resp. oblastí, které za německé považovali, k německému státu, a to pod vládou Hohenzollernů, nikoliv Habsburků. Na přelomu 19. a 20. století získali Všeněmci ve volbách (1901) do Říšské rady silnou podporu německých voličů z německých oblasti českých zemí. Všeněmci se v posledních letech před válkou v Říšské radě neostýchali pronášet urážlivé výroky na adresu vládnoucí dynastie, hrdě se označovali za vlastizrádce. Paradoxně měl ale všeněmecký nacionalismus svoje, pravda řídké a soukromé, zastánce v řadách dynastie. Dcera císaře Františka Josefa I. Marie Valerie se například vyjádřila: „Především jsme Němci… pak Rakušané a teprve v poslední řadě Habsburkové, blaho německé vlasti nám musí především ležet na srdci, pokud prospívá je jedno jestli s Habsburky nebo s Hohenzollerny. Německo je Německo a vlast je nadřazena rodině.“ Vůdce Všeněmecké strany Georg von Schönerer se stal vzorem jiného rakouského rodáka – Adolfa Hitlera. Vyznačoval se chorobnou nenávistí vůči Čechům, Polákům i Židům.

Pro Všeněmce byli Habsburkové úhlavními nepřáteli, a platilo to i naopak. Právně poměrně důsledně národnostně indiferentní monarchie netolerovala cílené útoky motivované nacionální animozitou, takže se Schönerer ocitl za vandalský útok na převážně židovskou redakci Neues Wiener Tagblatt ve vězení, ztratil šlechtické tituly i mandát v Říšské radě jakož i možnost do ní kandidovat. Po 10 letech, kdy byl jeho trest promlčen, byl do Říšské rady znovu zvolen a svým hrubým chováním významně přispěl ke snížení vážnosti této instituce.

### Maďarizace

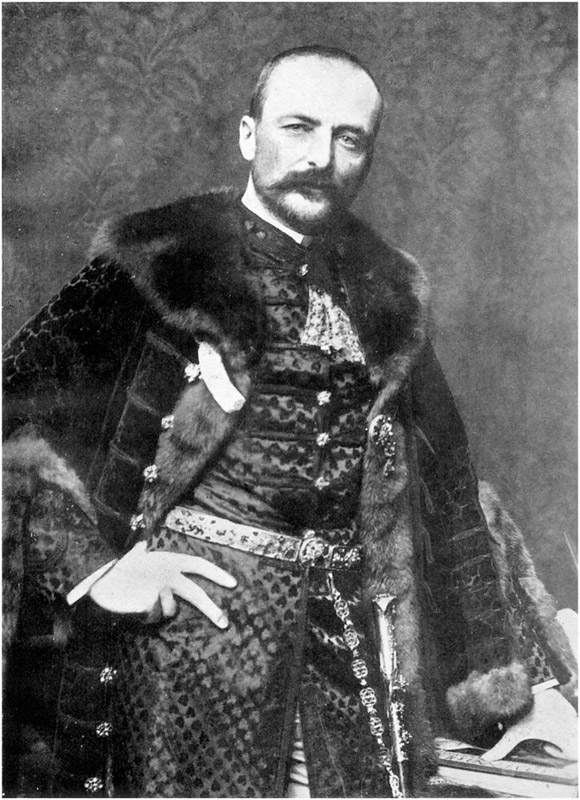
Hrabě István Tisza, tvrdá osobnost v čele Uherského království, zemřel ve svém bytě během Astrové revoluce rukama vlastních občanů.

V uherské části monarchie byli dominantním národem Maďaři. Zatímco v Předlitavsku byla dominance němčiny dána spíše historicky a měla své praktické důvody (nutnost porozumění mezi různými národy) a označovat Němce za skutečně „vládnoucí“ národ v celém sledovaném období je problematické a jedná se do značné míry o fabulaci některých vlasteneckých historiografií, skupina maďarských vládnoucích magnátů neváhala prosazovat maďarizaci všemi možnými prostředky. Maďarizaci podporovaly novely ústavy, volební systém a dokonce i záměrné manipulace s ním, stejně jako liberální pracovní právo, které umožňovalo zaměstnavatelům protahovat pracovní dobu dělníků až na 16 hodin denně, též úroveň školství znevýhodňovala děti z chudších rodin nemaďarských národů. Tato opatření, resp. neexistence sociálního zákonodárství, samozřejmě v mnohém dopadala i na samotnou maďarskou chudinu. Podíl chudiny v nemaďarských národnostech byl ale podstatně vyšší. Podíl negramotných byl zvláště v počátcích dualismu naprosto omračující, u žen dosahoval plných 80%! Je zajímavé, že i v takto nepříznivých podmínkách se dokázaly prosadit různé dělnické spolky, sdružení, dokonce i Sociálně demokratická strana, ačkoliv v uherském volebním systému prakticky neměla šanci se výrazněji prosadit do Uherského sněmu.
Chorvati se zpočátku cítili uspokojeni částečnou autonomií, která jim byla dána po Chorvatsko-uherském vyrovnání. Národní hnutí se tu ale přesto rozvíjelo, až bylo nakonec násilně potlačeno a následně Uherským sněmem dosazený nový bán Khuen-Hedérváry nastolil tvrdší režim. Záměrně byla podporována vzájemná nedůvěra mezi jihoslovanskými národnostmi, aby se tak roztříštila protirežimní opozice.
Na území samotného uherského státu byla národnostní hnutí potlačována, dokonce byla zrušena Matica slovenská, jakožto významná kulturní instituce Slováků, stejně jako byla zrušena slovenská gymnázia.
Slováci obecně museli čelit silnému maďarizačnímu tlaku. V sousední oblasti pozdější Podkarpatské Rusi se centrální uherské úřady těšily větší důvěře. Neúnosná sociální situace rusínského venkova vedla k masivnímu exodu obyvatelstva do USA či Jižní Ameriky. Vláda se poměrně úspěšně snažila tuto záležitost řešit podporou modernizace zemědělství a lepším odborným vzděláním sedláků, což vedlo k náklonnosti místního obyvatelstva i intelektuálů k uherskému státu. Podpora však končila s úplnou maďarizací školství, úřadů i církevní liturgie pomocí nové legislativy z let 1907 a 1912. To ve spojení s drakonickými soudními procesy zaměřenými proti šíření pravoslavné církve, jež bylo vykládáno jako velezrádná podpora zájmů nepřátelského Ruska, vedlo ke zlomení zbytků důvěry ve společný uherský stát.

### Vztahy s Německem (Pruskem)

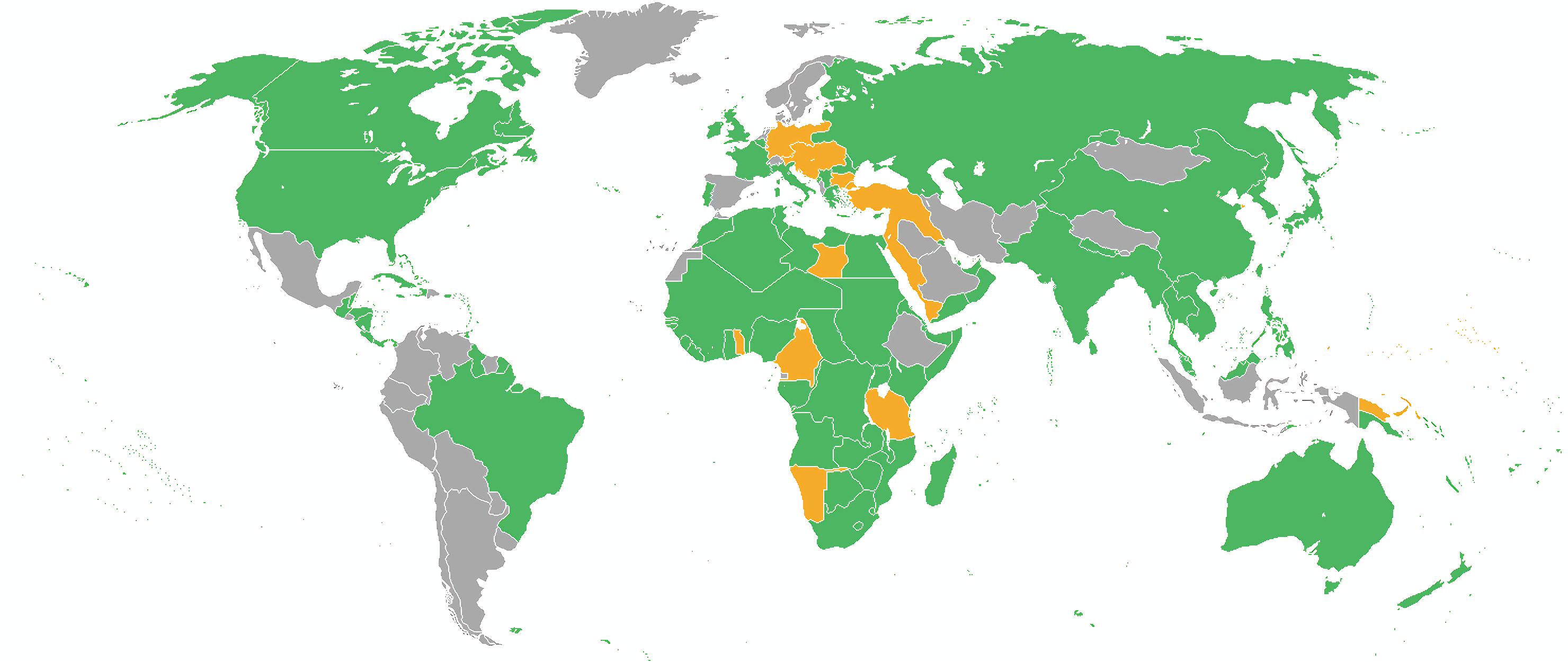
Země válečné aliance Centrálních mocností, dříve Trojspolku, a Dohody (Ententy).

V časech, kdy se politici snažili ustavit fungující Německý spolek, se z Pruska a Rakouska postupně stávaly z partnerů rivalové. Vídní prosazovaný Německý spolek, o kterém si mladý císař František Josef I. představoval, že by jej mohli vést Habsburkové jako hlavní vládnoucí dynastie, měl být sestaven ze zemí, jež byly považovány za německé. Mezi ty se počítaly kromě spolkových zemí dnešního Německa též země dnešního Rakouska, ale také české země a některá další území. To byla tzv. velkoněmecká koncepce. V průběhu 60. let 19. století ale začala nabývat na významu Bismarckem prosazovaná tzv. maloněmecká koncepce, jenž předpokládala spojení tehdy ještě rozdrobených zemí dnešního Německa a tehdejších oblastí Pruska, Východního Pruska a německého záboru Polska v jediný spolkový stát – monarchii pod vládou Hohenzollernů.
Ačkoli Rakousko roku 1864 bojovalo po boku Pruska o Šlesvicko-Holštýnsko s Dánskem, nad kterým vyhrály, stala se poválečná společná správa dobytých území rozbuškou, resp. záminkou k vyvolání konfliktu těchto dvou dřívějších spojenců. Rakouská vojska byla nucena se stáhnout z jimi spravovaného Holštýnska před blížící se hrozbou pruské anexe, před kterou by se zdejší posádka sotva ubránila. Anexe Šlesvicka-Holštýnska Pruskem ale byla jasným útokem na velkoněmeckou koncepci Německého spolku. Vztahy obou mocností se natolik zhoršily, že se válka zdála nevyhnutelná. Situace v Evropě byla pro Prusko výhodná – ostatní velmoci byly zaneprázdněny jinými starostmi, francouzský císař Napoleon III. si sice samostatný vojenský postup dovolit nemohl, ale sázel na to, že se nakonec stane konečným arbitrem války a pozici Francie na evropském hřišti tím posílí. Itálie, jakožto úhlavní nepřítel Rakouska a horký zájemce o část jeho území obývaném Italy, se ukázala vhodným spojencem, který sice na bojišti prohrál, ale druhá fronta v nadcházející prusko-rakouské válce vázala značné vojenské síly, které chyběly v bojích s Pruskem.
Rakousko válku prohrálo, ztratilo část území ve prospěch sjednocené Itálie a skončil tím i projekt Německého spolku, čímž byla odstraněna jedna z posledních překážek na cestě ke sjednocení Německa. Vnitřní oslabení monarchie vedlo též ke vzniku státního dualismu, tedy přestavby říše v Rakousko-Uhersko.
Ke všem těmto ztrátám je ale nutno připočíst ještě další: prohraná válka prakticky zcela rozvrátila politickou vizi, ve které by Rakousko hrálo roli evropské velmoci. Od té doby se mocenské ambice habsburské říše soustředily zejména na oblast Balkánu.

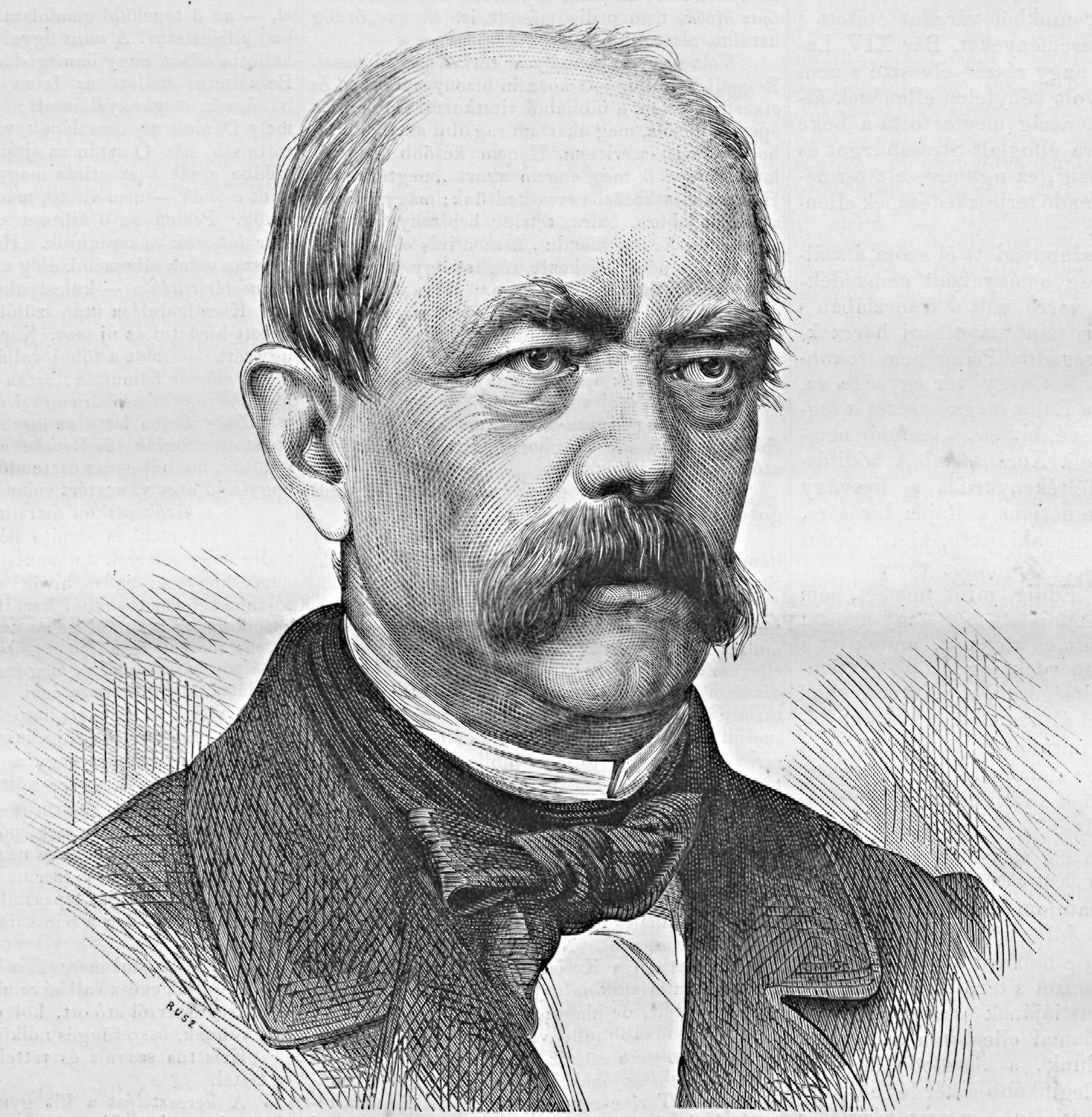
Otto von Bismarck v době kdy byl Pruským ministerským předsedou.

Německý kancléř Bismarck postupně zákulisními i otevřenými dohodami provázal většinu evropských zemí, aby tak zajistil politickou stabilitu kontinentu a de facto i mír. Mezi těmito dohodami byla též dohoda zvaná Dvojspolek mezi Německem a Rakousko-Uherskem, jež byla rozšířena přistoupením Itálie na Trojspolek, k nim pak přistupovaly i další země. Tato vojenská aliance měla spíše obranný charakter a zajišťovala, že v případě napadení některého ze signatářů ze strany třetí mocnosti, poskytnou mu ostatní země smlouvy vojenskou podporu. Podobný zajišťovací charakter měly i další Bismarckem zosnované mezistátní dohody. Vágní formulace jednoho z článků dohody, která definovala ohrožení jednoho ze signatářských států ne podle toho, že byl napaden jinou mocností, ale jen že se „cítí být ohrožen“ a tím je donucen takové mocnosti vyhlásit válku, taková formulace se později ukázala značně nebezpečná.
Po nástupu německého císaře Viléma II. pro neshody s novým císařem odstoupil Bismarck do ústraní a nová politika začala směřovat ke konfrontaci velmocenských zájmů na evropském hřišti, trojspolek se měnil z obranné formace v agresivní militantní blok, proti němuž se záhy vyhranily mocnosti Dohody.
Vnitropolitická situace se v době pádu Taaffeho vlády v Předlitavsku (Rakousku) roku 1893 značně vyostřila. Desetiletí relativního klidu a vnitřní vyváženosti tím skončilo a naplno se rozhořel zejména spor česko-německý. Od té doby už nedošlo k žádnému delšímu obnovení stability v Rakouské politice, což pak mělo za následek posilování nerovnováhy mezi oslabeným Rakouskem a Uherskem, ve kterém panoval poměrně tvrdý útlak ze strany maďarské šlechty ovládající parlament díky pro ni výhodnému volebnímu právu. Uherská vláda se na mezinárodní scéně sbližovala s německou říšskou politikou. Ekonomické problémy provázející politické oslabení monarchie způsobovaly, že Rakousko-Uhersko se stávalo stále závislejší na zahraničních investicích do ekonomiky a státních dluhopisů, a to zejména na Německu, na nějž habsburská monarchie spoléhala i v otázce zajištění své bezpečnosti.
Události po atentátu na Františka Ferdinanda d’Este z 28. června 1914 vrcholící zažehnutím celoevropského válečného konfliktu dokázaly tuto závislost dokonale. Militantní část Rakousko-Uherské politiky a diplomacie předpokládala, že případnou vítěznou válkou proti Srbsku bude zlikvidován nepříjemný soused na jihu a odvrátí se tím pozornost od vnitřních, národnostními spory vyvolaných problémů. Srbsko, jakožto mladý národní stát se stávalo vzorem pro rakousko-uherskou nacionálně radikalizovanou opozici. Jeho zpacifikováním, jak tito politici a armádní důstojníci předpokládali, mělo dojít k upevnění vnitřní integrity říše. Srbsko ale stálo na křižovatce zájmů evropských mocností a Rakousko-Uhersko jeho napadením riskovalo širší kontinentální konflikt. Během července 1914, ještě před vypuknutím samotné války, probíhala skrytá jednání mezi částí rakousko-uherské a částí německé politické reprezentace o zajištění vojenské a diplomatické podpory ze strany Německa v nadcházejícím konfliktu. Jak se ale později ukázalo, obě strany jednání si ve skutečnosti tak docela nerozuměly a navzájem se vmanipulovaly do výbušné situace.

### Co monarchii spojovalo?

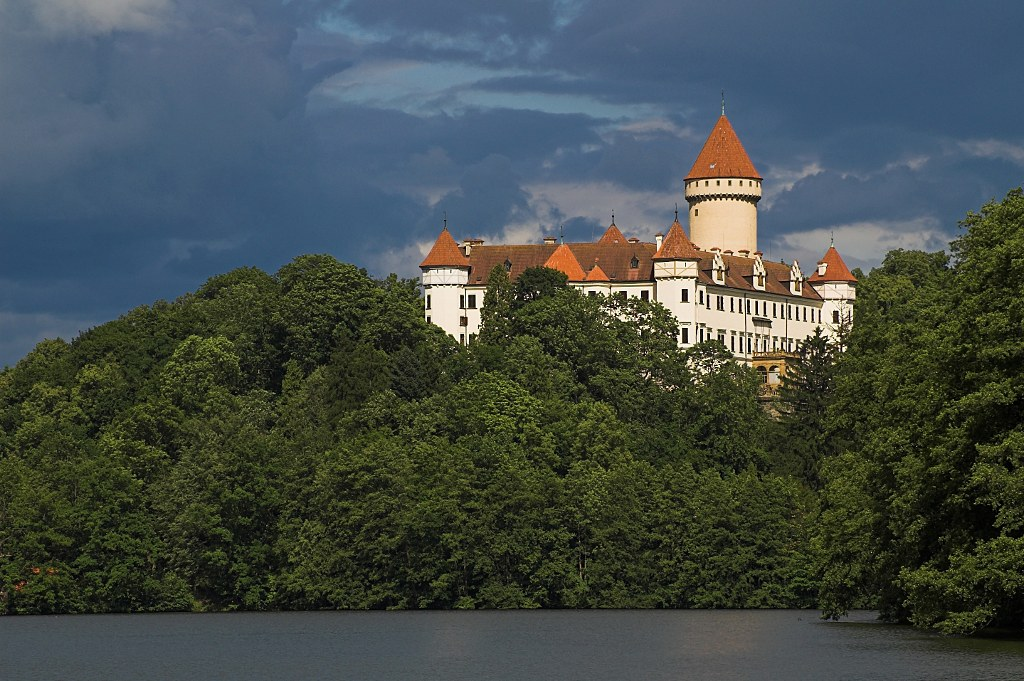
Zámek Konopiště sloužil jako sídlo Františka Ferdinanda d'Este a jeho rodiny. Dnešní podoba celého zámeckého areálu je dílem arcivévodou organizovaných stavebních a zahradních úprav.

Po výčtu tolika rozkladných prvků, které se v [monarchii vyskytovaly, zbývá otázka, co vlastně drželo soustátí pohromadě? Kdo věřil v budoucnost tohoto útvaru? Byla to armáda, která byla jednotná pro obě poloviny říše. Byla to tradiční vysoká rakouská šlechta a řada dalších konzervativně a katolicky laděných lidí, tzv. „černo-žlutých“ vlastenců, kteří brali Rakousko-Uhersko jako svoji zemi, jako svou vlast, a to celou v jejích vnějších hranicích. Stmelujícím prvkem byla katolická církev, jakožto tradiční vyznání v habsburských državách. A konečně stát stmelovala historická danost: a sice prolínání různých jazykových oblastí přes historické hranice zemí. Němci osídlené oblasti ležely hluboko v Čechách, silné české enklávy byly v Sudetech, v Praze sídlila německá univerzita, polské osídlení zasahovalo do Slezska, moravská města byla z větší části německá, venkov z větší části český, statisíce Čechů žily na území dnešního Rakouska, v Tyrolech byla silná italská menšina, a tak bychom mohli postupovat dál. Uhry se navíc na žádné další historické země nečlenily. Území dnešního Slovenska bylo již od 10. století nedílnou částí uherského státu a žádná historická hranice tu ani nikdy neexistovala. Halič byla též smíšenou oblastí s polským a ukrajinským osídlením. Oddělení národních států by naráželo na těžko překonatelné obtíže. Nakonec vznik Československé republiky odhalil tato úskalí naplno. Vznikl stát s pestrou směsicí národností, národností tak početných, že se muselo počítat s celými sta tisíci a miliony jedinců a nová republika si s sebou do nového období odnášela stejný gordický uzel protichůdných požadavků jako stará monarchie.
Před válkou, přes všechna úskalí rakouské politiky, si podstatná část lidí uvědomovala, do jakého světa by se případné nové národní státy po rozpadu monarchie dostaly. Byl to svět velkého 19. století, svět mocných říší se svými sférami vlivu, s imperiálními zájmy, ve kterých se malé státy ocitaly v pozici zrnek mezi mlýnskými kameny. Oblast Čech byla tradičně ohrožena imperiálními zájmy Německa a Ruska, a o pozici malého národa v těchto obrovských říších si jistě čeští politici nedělali iluze. Rakousko-uherský imperialismus byl proti ostatním zemím skromný. Omezoval se na oblast Balkánského poloostrova, kde představovalo od státního převratu z roku 1903 trn v oku malé Srbsko.
Rakousko-Uhersko, sužované vnitřními rozpory, i přes velké zbrojení zatím nebylo militantním státem. Pozdější náčelník generálního štábu Franz Conrad von Hötzendorf zásoboval císaře Františka Josefa I. již několik let před válkou traktáty o nezbytnosti „preventivní války“, tu proti Srbsku, tu zase proti Rusku. Ale císař na tyto výzvy neslyšel. Následník trůnu František Ferdinand d’Este, který Hötzendorfa osobně protlačil do vysokých funkcí, protože si cenil jeho válečných schopností, měl v otázce vyhlašování válek stejný názor jako císař: byl rozhodně proti. A byl proti zřejmě víc než císař sám, jelikož ho sám zapřísahal, aby Hötzendorfa neposlouchal a žádnou válku nevyhlašoval. Rakousko-Uhersko podle něj potřebovalo především mír a armáda byla pro Františka Ferdinanda silný jednotící prvek, který měl posilovat především říši samu a neměla v této chvíli rozhodně sloužit k napadání jiných zemí.

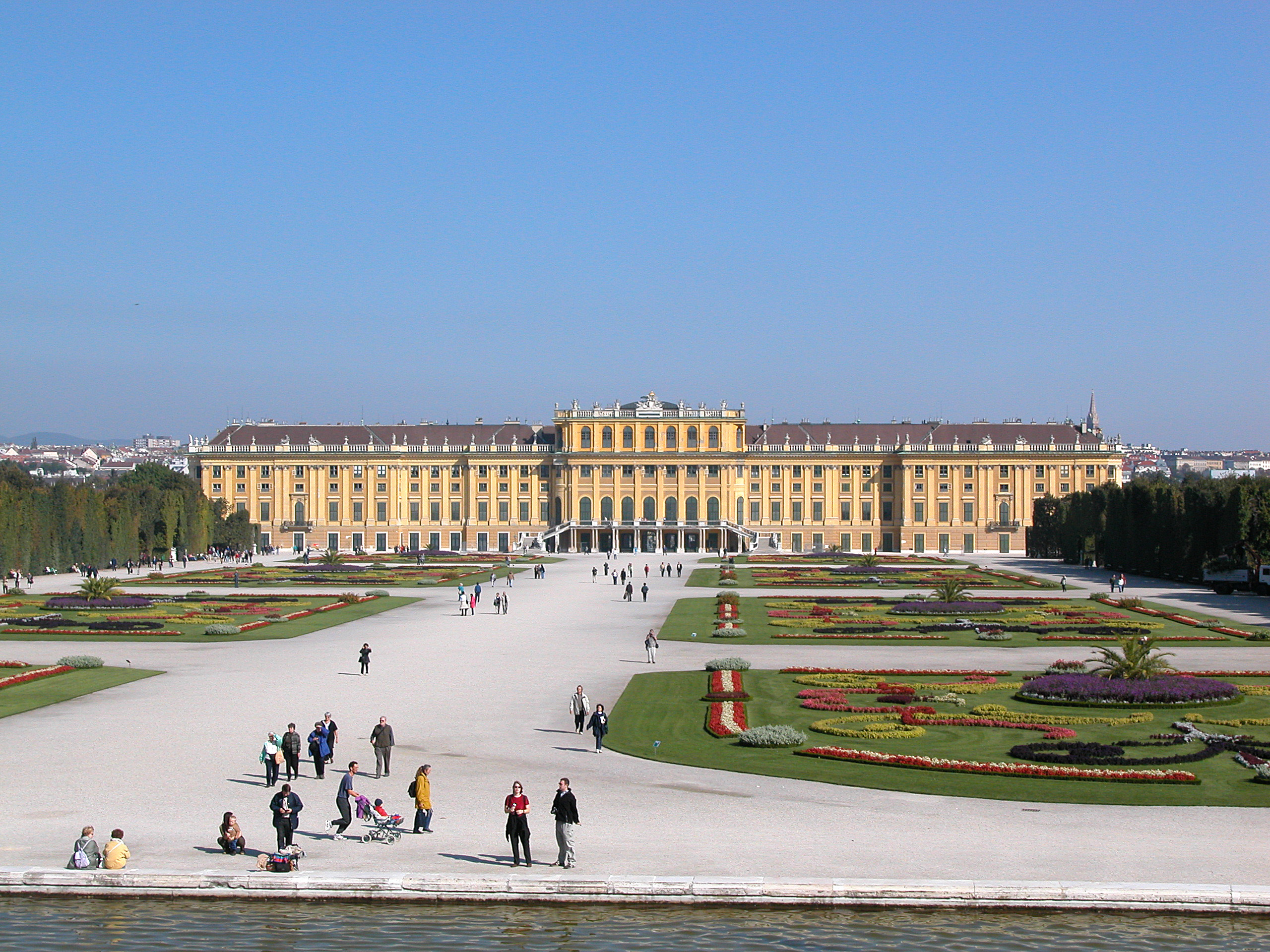
Palác Schönbrunn, sídlo rakouského císaře

Významným stmelujícím prvkem v některých zemích byl i habsburský arcidům. Císař František Josef I. byl pro většinu lidí uznávanou autoritou a hlavou státu. Až na několik výjimek byl při jeho návštěvách v různých městech a místech vždy uctivě vítán početným obecenstvem.
Následník trůnu František Ferdinand d’Este měl za své hlavní sídlo české Konopiště a přes svou problematickou povahu zde byl váženou osobností.
Zde byl rozdíl proti Uhrám. František Ferdinand byl zarytým odpůrcem jakéhokoli nacionalismu nebo čehokoliv, co za nacionalismus pokládal, zvláště byl ale nepřítelem nacionalismu maďarského. Nepřátelství bylo obousměrné a šlo až tak daleko, že maďarský tisk v době následníkova vážného onemocnění otevřeně uvítal jeho možné úmrtí, ke kterému nakonec v té době nedošlo, z nemoci se vyléčil.
Všude oblíbený byl proti tomu arcivévoda František Karel Josef, pozdější císař Karel I. Jedno z nejčastějších míst jeho pobytu byl český Brandýs nad Labem odkud to měl blízko do sousední Staré Boleslavi, kde sídlil vojenský oddíl, u kterého sloužil. Obě města se přetahovala o jeho přízeň, pojmenovány po něm byly ulice, brandýské gymnázium, jízdárna a lidé ho zde brali za vlastního. Na rozdíl od svého strýce Františka Ferdinanda byl oblíben i v Uhrách.
V posledních letech před první světovou válkou byla tedy situace taková, že každý politický směr si budoucnost své zájmové skupiny představoval docela jinak. V té době se objevila kreslená karikatura, kde se o mapu staré monarchie tahalo několik lidí, reprezentujících různé politické směry a národy, ale každý z nich tahal na jinou stranu, každý chtěl někam jinam…

## Rozpad

### Válka

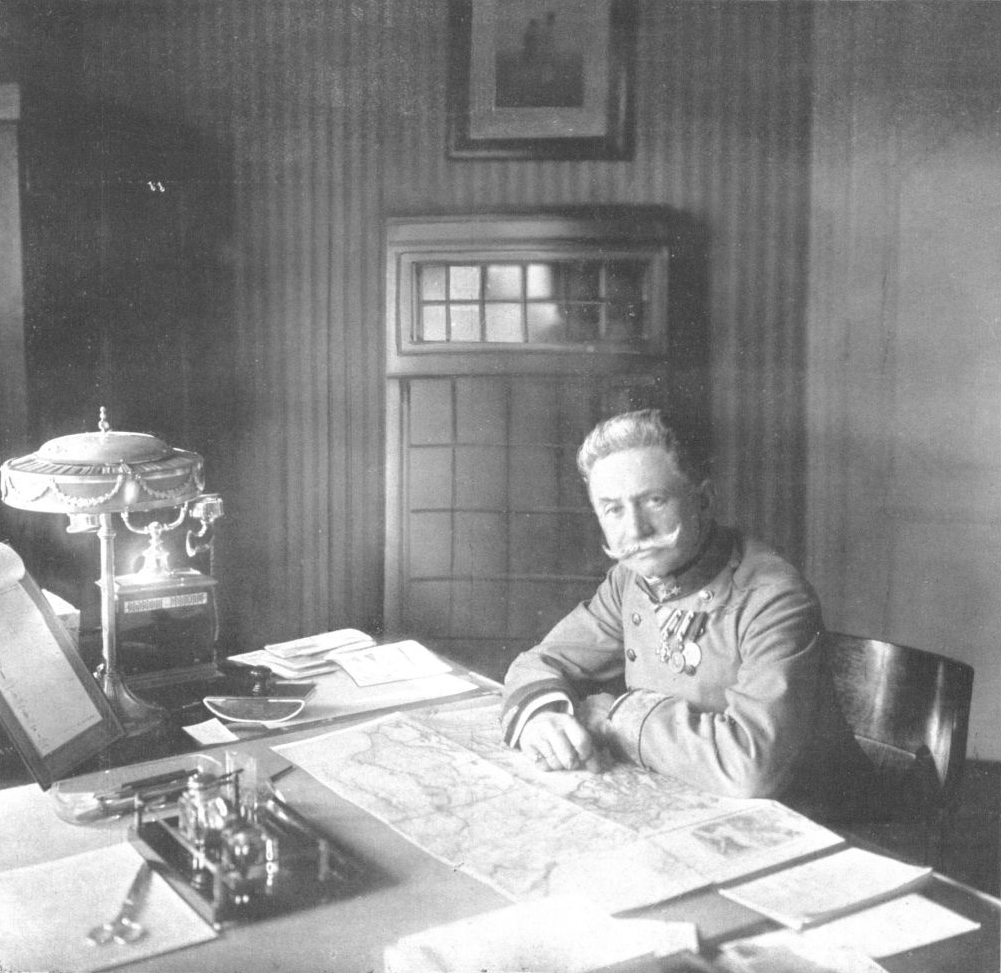
Franz Conrad von Hötzendorf, jeden z organizátorů jediného válečného tažení Rakousko-Uherska

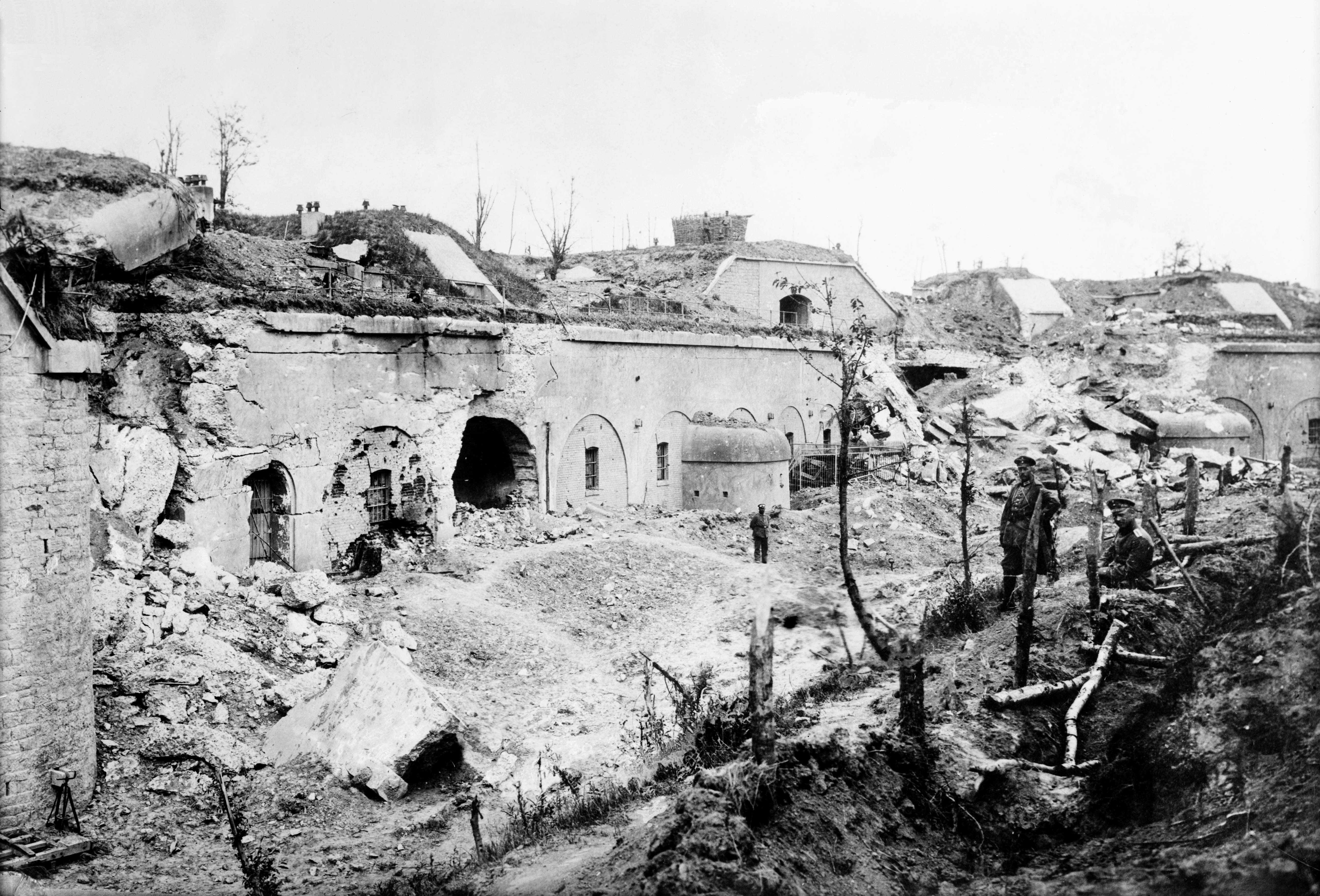
Zničení pevnosti v Přemyšli byla pro císařskou armádu těžká ztráta.

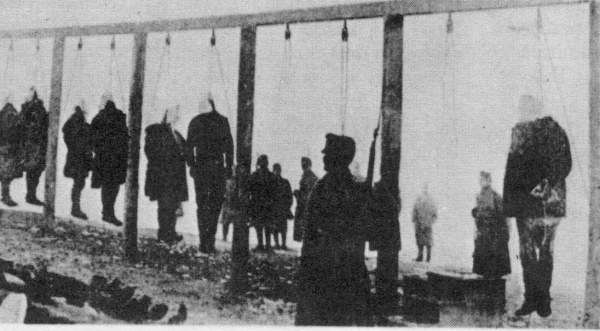
I Rakousko-uherská armáda se ušpinila válečným bezprávím.

Mezi vlivnými lidmi v Rakousko-Uhersku již delší dobu existovala tzv. válečná strana. Byli to lidé, kteří si přáli válku jako katarzi politického a sociálního vývoje v monarchii. Mezi příznivce válečné strany byli považováni např. náčelník generálního štábu Franz Conrad von Hötzendorf, ministr války Alexander von Krobatin a řada dalších. Válka, a to samozřejmě ta vítězná, měla zpacifikovat vnitřní i vnější nepřátele říše, resp. ty, kteří za ně byli považováni. U rakouských i říšskoněmeckých Všeněmců pak měla otevřít cestu k vysněné obří říši obklopené menšími podřízenými státy. Pohrávali si tedy naopak s myšlenkou faktického zániku habsburské monarchie ve prospěch německé střední Evropy – Mitteleuropy, jak zněl název dobového spisu Friedricha Naumanna na toto téma. Mnozí lidé tehdy vyznávali darwinistický pohled na historii, jakožto soupeření mezi národy, mezi národy silnějšími a slabšími, o jejich přežití. O nadvládu silnějších nad slabšími. Vládnoucí oligarchie se též obávala růstu vlivu slovanů a výbojná válka na Balkáně spojená s vnitřním útlakem obyvatelstva se jí přes zjevná rizika zdála jako dobrá cesta k upevnění moci této privilegované skupiny maďarské a německé aristokracie, ale i nacionálně orientovaného kapitálu. Rychlý růst ekonomického a politického vlivu slovanů, a to zejména Čechů totiž vyvolával obavy mezi představiteli německorakouského i říšskoněmeckého průmyslu a bankovnictví. Odpor k autoritářskému způsobu vlády se již šířil celou rakousko-uherskou společností. To, že monarchie v nadcházející válce bude hrát vabank, si tato oligarchie uvědomovala.
Podobně válečně naladění politici však existovali i v ostatních vládách evropských mocností. Zároveň si ale většina účastníků uvědomovala, že Evropa je spojeneckými závazky rozdělena do dvou mocenských bloků: rusko-francouzské dohody (tehdy ještě bez účasti Velké Británie) a německo-rakouského bloku centrálních mocností (tehdy ještě s formální příslušností Itálie). A tedy že vážné narušení zájmů jedné ze stran může vést k fatálnímu kontinentálnímu konfliktu.
Výstřely amatérského atentátníka v Sarajevu 28. června 1914 ukončily život nejen následníka trůnu Františka Ferdinanda d'Este a jeho ženy, ale též ukončily několik desetiletí relativního klidu zbraní v Evropě. Na válku v první chvíli málokdo pomýšlel, evropští politici byli atentátem rozhořčeni, a to i ve Velké Británii a dalších zemích Dohody. Představitelům válečné strany však brzy došlo, že atentát je vhodnou záminkou pro rozpoutání války. Franz Conrad von Hötzendorf, velitel generálního štábu rakousko-uherských vojsk, se nerozpakoval přímo nad rakvemi zavražděných manželů během smutečních obřadů zahajovat jednání o budoucím konfliktu.
Během července 1914 císař rozpustil Říšskou radu, zemské sněmy a suspendoval ústavní práva občanů.
Využil přitom absolutistického paragrafu 14 jednoho z ústavních zákonů, který umožňoval císaři, resp. císaři odpovědné vládě nadekretovat libovolné zákony v době, kdy nezasedá Říšská rada (při jejím dalším svolání pak měly být tyto zákony Říšskou radou buď potvrzeny, nebo odmítnuty, k novému zasedání Rady ale do konce života Františka Josefa I. nedošlo). Srbská vláda se stala hlavním podezřelým ze zosnování atentátu, ale právě jen podezřelým. I ti rakouští politici, kteří do té doby nepatřili přímo k válečným jestřábům, situaci pochopili tak, že si Rakousko-Uhersko nemůže dovolit vyvolat dojem, že emancipující se národní stát Srbsko může bez patřičně tvrdé reakce takto zasáhnout mnohonárodní monarchii. Existovalo podezření, že pokud by atentát byl slovanskými nacionalisty vnímán jako politicky úspěšný, vedlo by to k jejich další radikalizaci, která by říši v brzké době rozbila. A tak na počátku následné krize začalo jednání mezi rakousko-uherským ministrem zahraničí Leopoldem Berchtoldem a německou vládou, která se zaručila, že Rakousko-Uhersko podpoří v případném konfliktu se Srbskem. To ale bylo blízkým spojencem Ruska, proto původní německá představa byla, že Rakousko-Uherská armáda rychle obsadí Srbsko. Dřív, než ostatní velmoci jakkoliv zareagují. Plánem německé i rakousko-uherské vlády byla lokalizace konfliktu v balkánském regionu. Jednání se ale z různých důvodů vlekla, mezinárodní napětí stoupalo, o rychlé akci už nemohla být řeč. Na celé krizi se značně podílela neobratná rakouská diplomacie, neschopnost rakouské armády rychle mobilizovat a vzájemné nepochopení mezi německou a rakousko-uherskou diplomacií, kdy německá podpora k rychlé akci proti Srbsku byla pochopena jako bianco šek k vojenské agresi o měsíc později v naprosto odlišné mezinárodní atmosféře. Na druhé straně pak naopak tajné – později vyzrazené, ruské přípravy na vlastní mobilizaci a faktický rusko-francouzský vojenský komplot proti Německu, kdy válečné přípravy těchto zemí nutily německou stranu k zahájení vlastní mobilizace. Německo, Francie a Velká Británie se snažily o zprostředkování dialogu mezi Rakousko-Uherskem, Srbskem a Ruskem, ale tyto snahy podkopávala vzájemná nedůvěra, nepochopení a stále pokračující ruská neoficiální mobilizace. Z krize vztahů mezi Rakousko-Uherskem a Srbskem se rychle stávala krize vztahů mezi mocenskými bloky Centrálních mocností a Dohody. K deeskalaci napětí nepřispěla nepochopitelné podcenění vážnosti situace ze strany Velké Británie. Poslední ingrediencí výbušného koktejlu červencové krize pak byly neustálé problémy s komunikací na velké vzdálenosti, tajnůstkaření mezi německou a ruskou vládou a vlastními panovníky, a též několikadenní izolace části francouzské politické reprezentace na palubě parníku při cestě ze zahraniční návštěvy.
Následovalo známé ultimátum předané Srbsku, které bylo viněno ze zosnování atentátu, to bylo přijato jen z části a 28. července mu Rakousko-Uhersko vyhlásilo válku. 84letý císař, obklopený kamarilou, která ho poměrně účinně izolovala od vnějších vlivů, byl dotlačen k vyhlášení války Srbsku, ačkoliv si uvědomoval, že pro monarchii se nadcházející válka stane bojem o vlastní přežití.

Franz Conrad von Hötzendorf si jistě nedělal iluze, že by ostatní mocnosti nechalo válečné tažení na Balkáně v klidu, ale bylo vážně předpokládáno, že ruská mobilizace bude zoufale pomalá a ruská armáda byla celkově podceňována. Německo mělo rychle dobýt vítězství nad Francií a hned poté mělo přispěchat na pomoc Rakousko-Uhersku na obranu proti Rusku, které vyrazí na pomoc svému balkánskému chráněnci. Skutečnost byla, jak známo, zcela jiná. Zatímco německá vojska, přes své nesporné vojenské úspěchy nedokázala dostatečně rychle porazit koalici francouzských a britských vojsk, ruská armáda mobilizovala nečekaně rychle a rakousko-uherský útok se brzy změnil v katastrofální defenzivu, která císařskou armádu stála podstatnou část důstojnického sboru.
Později se ale vojenské štěstí opět přiklonilo na stranu Centrálních mocností a roku 1916 přišly z této strany první nabídky k uzavření míru. Byl by to vítězný mír, vojenská situace Dohody totiž byla velice špatná. USA se ještě ve válce neangažovaly, západní fronta uvízla v krvavé a nekonečné opotřebovávací zákopové válce, italská vojska nedokázala porazit Rakousko-Uhersko na jihu, ruská vojska byla vytlačena z Haliče a vstup Rumunska do války znamenal spíš než pomoc přítěž. Slabá rumunská armáda nepředstavovala pro císařskou armádu ani rovnocenného soupeře a situaci musela zachraňovat ruská vojska, pro které se tím fronta prodloužila o stovky kilometrů. Srbsko a Černá Hora na jihu byly dobyty společným útokem Bulharska, Rakousko-Uherska a Německa.

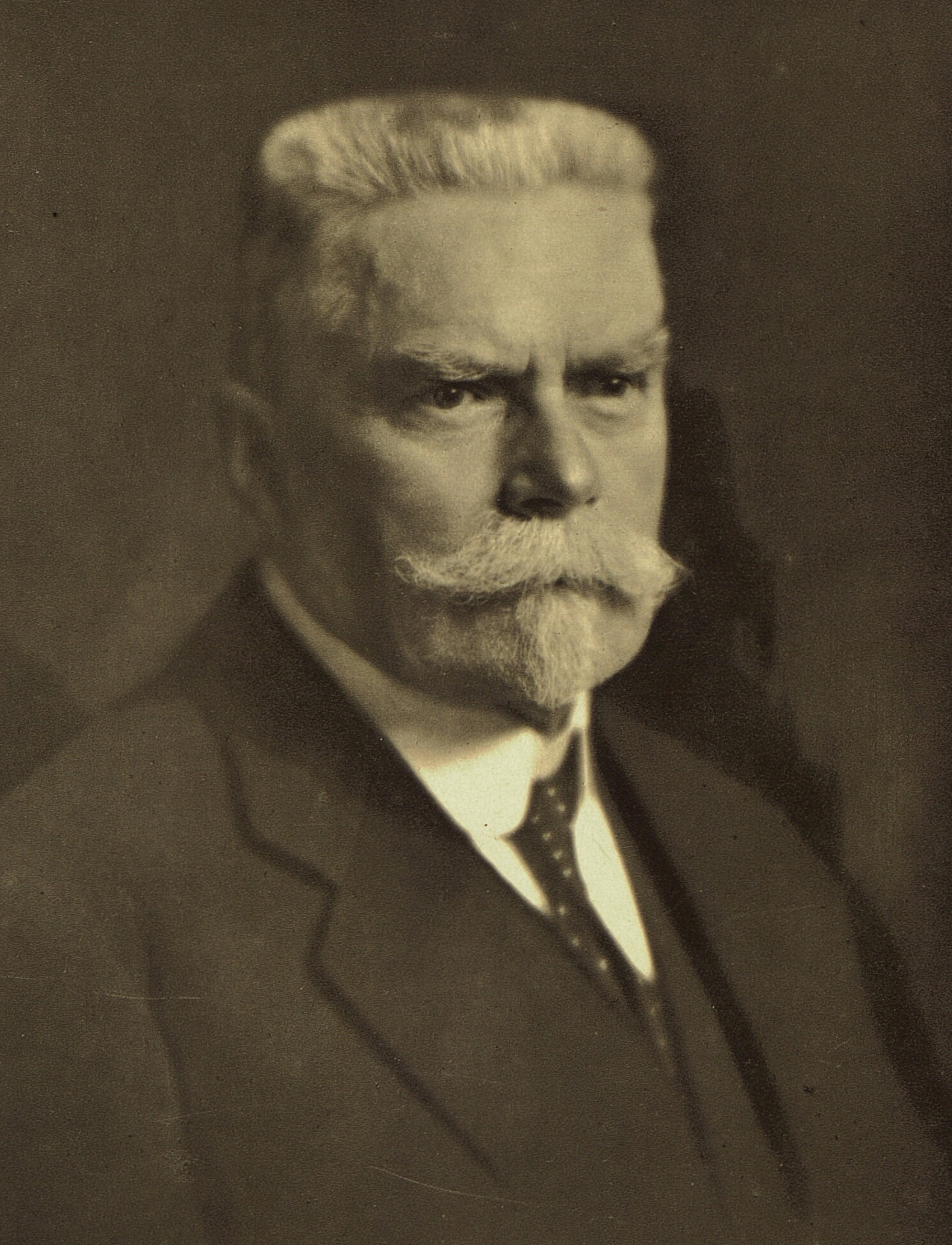
Karel Kramář byl v jednom z vykonstruovaných politických procesů odsouzen k trestu smrti. Popraven nakonec nebyl, po smrti starého císaře nastoupil nový politický kurz a nový císař Kramáře amnestoval.

Léta 1914–1916 byla patrně nejtěžším obdobím pro českou politickou reprezentaci i národ samotný. Češi se sami označovali za největší Rakušany, ale od počátku války byli neustále ze strany německých nacionálů obviňováni z vlastizrádných tendencí. Vyhlášení války sice obvykle nepřimělo Čechy k jásotu, jako některé jiné národnosti, ale na druhou stranu mobilizace proběhla bez problémů. I pověstné české dezerce v průběhu bojů na ruské frontě bývaly velkoněmeckou propagandou značně zveličovány, k velkým dezercím docházelo i u jiných národů. Napjatá situace panovala uvnitř státu celého. Byly zakázány stovky novin a časopisů a věznice se plnily politickými vězni. Těžce byly zasaženy právě Čechy, kde se ve vězení ocitla celá řada politických špiček, nezřídka ze zcela vykonstruovaných důvodů, byly vynášeny i rozsudky smrti. Pravděpodobně se dá říct, že léta 1914–1916 definitivně zlomila důvěru české veřejnosti v habsburský stát. Podobně byla postižena jihoslovanská území.
Poláci se dostali do podivné situace, kdy spolu válčily všechny tři mocnosti, které si kdysi rozparcelovaly jejich stát. Tisíce ruských Poláků však přešly na stranu Rakušanů a vytvářely zde svoje jednotky. Doufali, že se podstatná část bývalého Polska ocitne na rakouském území, kde z předválečných zkušeností předpokládali dobré životní podmínky i občanské svobody. Tato náklonnost byla ale dána spíš tehdejší politickou a vojenskou realitou. Tehdy ještě patrně nikdo neočekával, že válku prohrají všechny tři záborové státy. Své jednotky měly na obou stranách konfliktu i jiné národy. Ukrajinské jednotky zorganizované na dobytých ruských územích stály proti Ukrajincům bojujícím za carskou armádu.
Záleželo na tom, kdo se od koho cítil utlačovaný, a co se týče národnostního a sociálního útlaku, tam mělo carské Rusko dalece nejhorší pověst. Češi se Slováky měli také své legie na ruské, francouzské i italské frontě složené z přeběhlíků, kteří se rozhodli vojensky podpořit politiky, kteří se snažili o uznání samostatného Československa. V té době se totiž aktivovaly různé zahraniční akce emigrantů či přeběhlíků z řad různých národů monarchie. Kromě vojenských legií existovaly též zahraniční skupiny snažící se podpořit své záležitosti diplomatickou prací či zpravodajskou činností.
21. listopadu 1916 zemřel císař František Josef I. a po něm na trůn usedl všeobecně oblíbený Karel I. Přišel v hrozné době, přesto dokázal poněkud pootočit kurz rakousko-uherské politiky. Měl to však těžké, protože provázanost s militantním Německem byla v té době již velice těsná. Rakousko-uherská vojska byla díky mezistátním smlouvám podřízena německým, těsné vztahy byly i v hospodářství. Karel I. brzy začal promýšlet separátní mír mezi Rakousko-Uherskem a Dohodou, což bylo velice riskantní už pro promísenost rakousko-uherských jednotek s německými. Jednání nakonec byla nejen neúspěšná pro neústupnost jednajících zemí, ale nakonec byla i vyzrazena.
Poté, co se o tajných separátních jednáních, ve kterých byl ze strany Rakouska-Uherska nabízen krom jiného i souhlas s předáním Alsaska-Lotrinska z německých do francouzských rukou, vyvolalo to obvinění ze zrady spojenců ze strany německého politického i vojenského vedení. Ministr zahraničí Ottokar Czernin jednání vyzradil v sebevědomém prohlášení před vídeňskou městskou radou. Z Czerninova vyjádření vyplývalo, jako by to byla Francie, kdo přišel s mírovou nabídkou. Karel svojí roli v těchto jednáních veřejně popřel, načež francouzský ministerský předseda Clemenceau zveřejnil Karlovy dopisy, tajně přeposílané do Francie. Czernin byl odvolán, císař Karel pod tlakem napsal císaři Vilémovi II., že odpověď na francouzská „podlá obvinění“ dají děla rakousko-uherské armády na západní frontě. Poté Karel I. podepsal mezistátní smlouvu mezi Rakouskem-Uherskem a Německem, která ještě více hospodářsky, politicky i vojensky obě monarchie připoutala k sobě, přičemž to bylo Německo, kdo měl v tomto spojenectví hlavní slovo. To bylo 12. května 1918. Tento nesebevědomý postup císaře Karla I. naplno odhalil slabé postavení habsburské říše, která již de facto byla jen německým vazalem. Tato tzv. Sixtova aféra též odhalila slabé vnitropolitické postavení císaře a postupující vnitřní rozklad soustátí, kdy už válka ať vítězná či prohraná, nutně spěla ke konci této tradiční říše. Dohodové mocnosti doposavad počítaly s poválečnou existencí Rakouska-Uherska, byť v reformované podobě. Avšak tyto nové události vedly k tomu, že od konce května 1918 dohodové státy urychleně změnily kurz a již jasně požadovaly rozdělení monarchie na „národní státy“, a to s ohledem na neúspěch poslední velké ofenzívy na západní frontě.

### Cestou k zániku

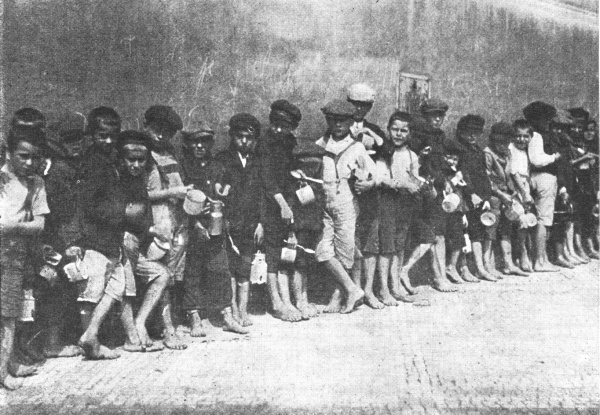
Hladové děti čekající na příděl polévky. Tak blízko k hladomoru nikdy jindy v Rakousko-Uhersku nebylo.

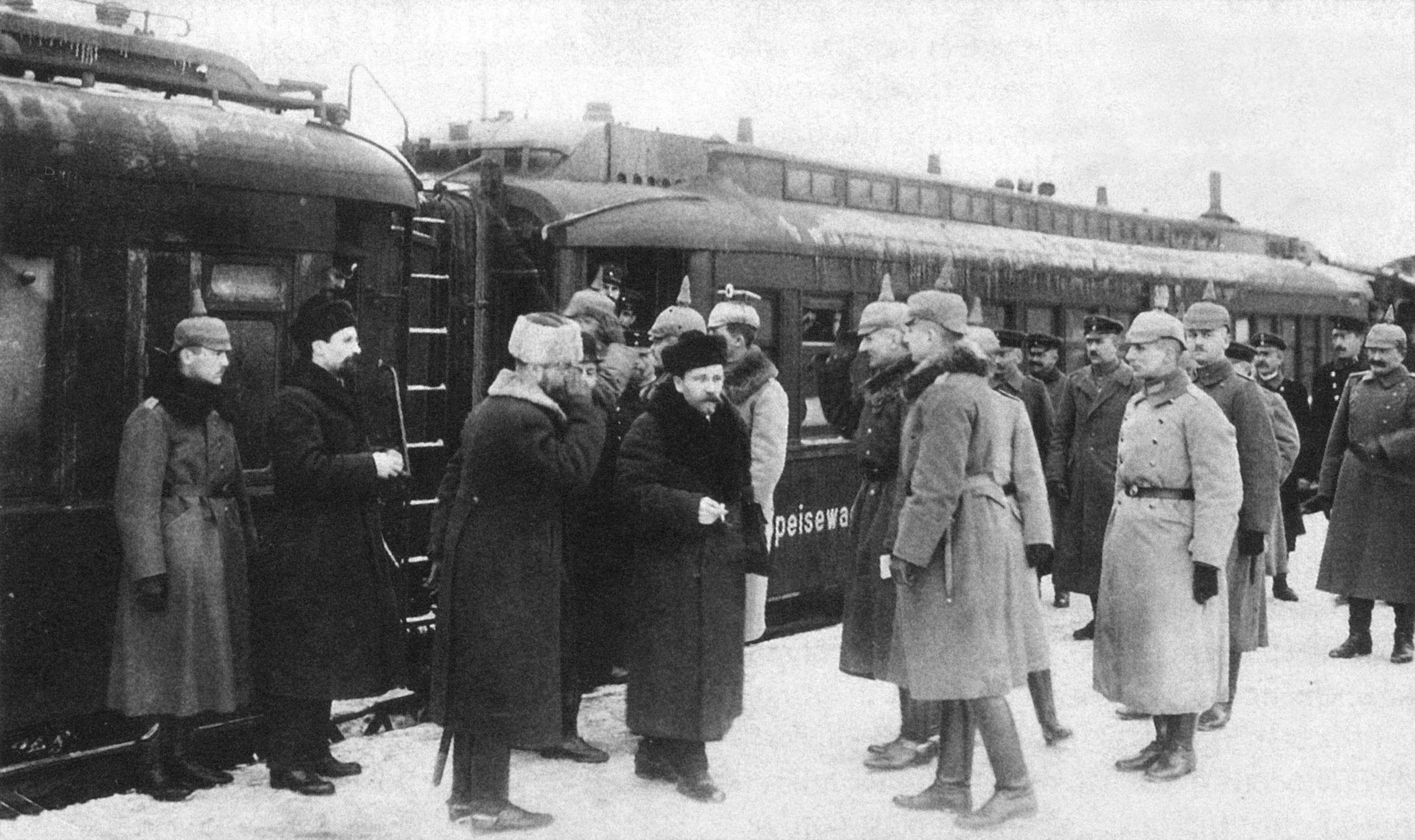
V Brestu se vítají ruské a německé delegace. Uzavřený mír dodal Centrálním mocnostem energii k boji ještě na pár měsíců.

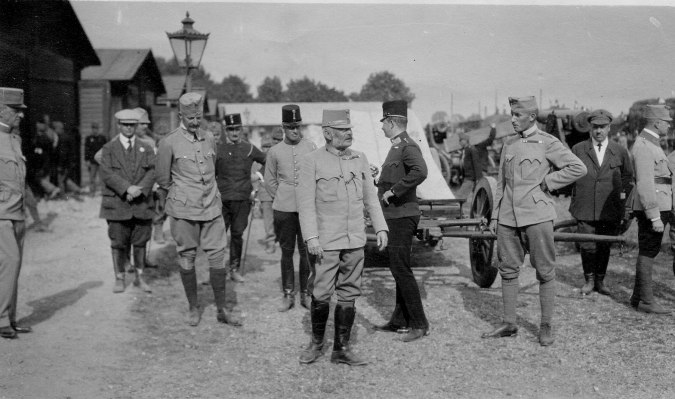
Arcivévoda Bedřich, velitel císařské armády. Sám sice jako jeden z mála členů habsburského domu byl aktivním sympatizantem válečné strany, ale ve skutečnosti armádě veleli jiní.

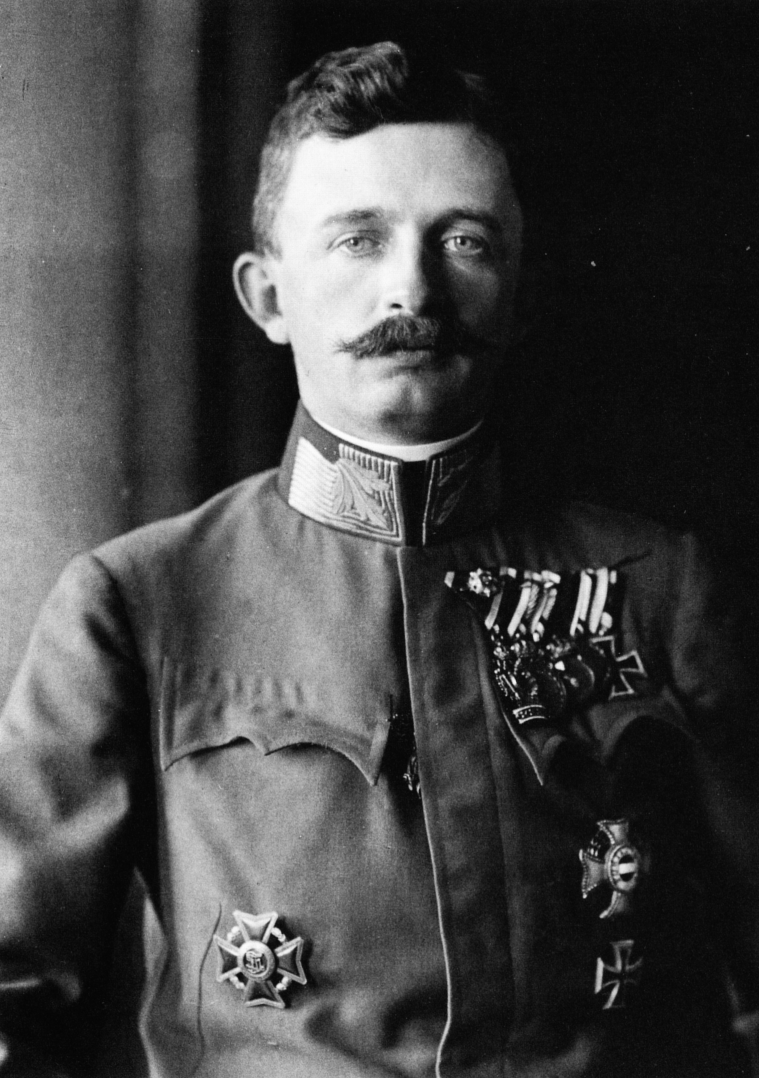
Mladý císař Karel I. se od počátku své vlády snažil válku zastavit.

Hospodářská a především potravinová situace v monarchii stejně jako v Německu se mezitím dostávala do kritického bodu. Absolutní nedostatek potravin, životních potřeb i vojenská bezvýchodnost v druhé polovině roku 1918 podrývala morálku vojska a loajalitu obyvatelstva. Množily se vojenské vzpoury i hladové stávky dělnictva.
Zostřovaly se vztahy mezi oběma polovinami monarchie – Předlitavskem a Zalitavskem, ve které hrál velkou roli státní dualismus. Uherská vláda odmítala dotovat potravinami Předlitavsko, kde se jich nedostávalo. Úrodná oblast Haliče, jež patřila k Předlitavsku, byla těžce poškozena válkou, a tak celá polovina monarchie hladověla, zatímco v Uhrách byla situace relativně dobrá. Předlitavsko též fungovalo až do dubna 1917 bez parlamentu, zatímco v Uhrách parlament fungoval po celou válku nepřerušeně. Se smrtí ministerského předsedy Stürgkha a starého císaře na konci roku 1916 odpadly první dvě překážky k obnovení činnosti parlamentu. Ministerský předseda totiž považoval předlitavský parlament v časech války jen za zdroj potíží a císař mu v tom neoponoval. Zprávy o Únorové revoluci v Rusku s následným pádem carského režimu, vyvolaly velkou vlnu spontánních demonstrací a stávek. To nakonec přimělo vládu a nového císaře k obnovení činnosti předlitavského parlamentu – Říšské rady.
Státy Dohody s rozpadem Rakousko-Uherska prakticky až do konce války nepočítaly. Zpočátku s ním nepočítal ani jeden z hlavních organizátorů rozpadu – Tomáš Garrigue Masaryk. Až po vstupu USA do války roku 1917 se začalo vážně vyjednávat o možnosti rozpadu monarchie na jednotlivé „národní“ státy. Vstup USA do války zahájil nástup této velmoci do světové zahraniční politiky. Do té doby, ač byly Spojené státy již mnoho let největší ekonomikou světa, zůstávalo jejich zahraničněpolitické působení poměrně omezené. Příchod vojenských sil Spojených států na západní frontu Světové války pasoval amerického prezidenta Wilsona do role jednoho z konečných rozhodců tohoto konfliktu.
Zatímco Masaryk na mezinárodní scéně zahajoval jednání o budoucím uspořádání ve střední Evropě, na domácí, rakousko-uherské scéně docházelo v souvislosti s obnovením činnosti Říšské rady na jaře 1917 k významnému oživení. Rozpory, jež byly zadržovány umrtvení politického života v červenci 1914, explodovaly na půdě Říšské rady jako časovaná bomba.
Revoluce v Rusku na jaře a na podzim 1917 odstartovaly požadavky bojujících národů na okamžité ukončení války. Šířily se hesla o právu národů na sebeurčení, zatím s ne příliš konkrétním obsahem. Mnoho osobností opravdu ještě s rozpadem monarchie nepočítalo. V Májové deklaraci jihoslovanských národů z 30. května 1917, jež byla přednesena ve vídeňské Říšské radě požadovaly zástupci těchto národů sjednocení svých historických zemí v jeden autonomní útvar, ale stále v rámci staré monarchie. Počítali zde s jednotným, jihoslovanským národem.
Požadavky za zatím blíže nespecifikované národní sebeurčení přicházely dál. V reakci na podmínky vyjednávání brest-litevského míru, který byl dojednáván bez zástupců národů monarchie, byla českými poslanci 6. ledna 1918 vydána Tříkrálová deklarace, ve které se mluvilo též o národnostním útlaku Slováků (zde psáno „slovenské větve národa našeho“) ze strany uherských úřadů, poslanci si zde stěžovali na skutečnost, že zemské sněmy v Předlitavsku stále nebyly obnoveny a vyjadřovaly zde rozhořčení nad jednáním Centrálních mocností, které ve zmíněném Brestlitevském míru nebraly žádný ohled na národní zájmy obyvatel dotčených území. Čeští politici se totiž obávali takového míru, ve kterém by národní zájmy slovanských národů nebyly uspokojeny. Strach z toho, že hranice a uspořádání monarchie po válce zůstanou v dosavadní podobě u mnohých převažoval nad touhou po míru. Mnozí politici, Masaryka nevyjímaje, se skutečně obávali, aby válka neskončila dřív než se podaří monarchii rozbít.
V prohlášení britského ministerského předsedy Davida Lloyda George z 5. ledna 1918, ani ve známých 14 bodech amerického prezidenta Woodrowa Wilsona z 8. ledna téhož roku žádné požadavky na vznik nových států ve střední Evropě nenajdeme. Novým státem mělo být jen samostatné Polsko, ale jeho případné hranice nebyly nijak specifikovány.
8.–10. dubna 1918 se v Římě konal Kongres potlačených národů Rakousko-Uherska, na kterém se sešli zástupci československého, italského, rumunského, polského a jihoslovanského exilu, a zde se již požadovala plná politická i hospodářská samostatnost těchto národů. (U některých z nich samostatné státy za hranicemi monarchie již existovaly, i když během války byly některé z nich okupovány.) Další podobný kongres se konal v květnu v Praze, kde se sešli zástupci národů žijících uvnitř Rakousko-Uherska. Rakouská policejní moc proti kongresu nezasahovala, teprve třetího dne náhle začala s odvetnými opatřeními. Bylo zastaveno vydávání Národních listů, další schůze a shromáždění byla zakázána a účastníkům bylo vyhrožováno tvrdými represemi, pokud se pokusí podobnou akci opakovat.
Během roku 1918 se vnitřní krize monarchie projevovala i v armádě. Od počátku roku docházelo ke vzpourám mezi mužstvem, jež byly později mnohdy vykládány jako vzpoury národně uvědomělých vojáků. Vojáci však v té době měli jiné starosti, a sice starosti o holý život a životy svých rodin. Armáda trpěla kromě lidských ztrát hladem, fyzickým vyčerpáním a nedostatkem materiálů podobně jako civilní obyvatelstvo. Mezi civilisty docházelo k protestům a stávkám. Nebylo divu, pracovní doba byla od počátku války prodloužena, byl zaveden přídělový systém na potraviny a některé spotřební zboží, příděly však existovaly spíš na přídělových lístcích než ve skutečnosti. Po uzavření brestlitevského míru se do císařské armády vrátilo množství rakousko-uherských zajatců, které zadržovala bývalá carská armáda. Císařská armáda se je snažila s pomocí nevybíravého drilu vrátit zpět do svých řad. Jejich zoufalá situace vedla k propuknut mj. tzv. Rumburské vzpoury v květnu 1918.
V první polovině roku 1918 se vojenská situace Centrálních mocností nejevila zcela špatně. Množství vojsk odeslaných na západní frontu Spojenými státy sotva pokrývalo početní ztráty francouzských a britských vojsk za uplynulé roky, východní fronta zmizela a i v zemích Dohody sílilo pacifistické hnutí a odpor k válčení i státní politice. Italská armáda byla po podzimní bitvě u Caporetta prakticky vyřazena z boje. Německá armáda byla ještě schopna vést drtivou Ludendorffovu ofenzívu, která měla válku konečně rozhodnout – a bylo by na čase, Centrální mocnosti totiž tlačil čas: velitelům začínalo být jasné, že příchod větších amerických posil by pro smrtelně unavenou německou armádu znamenal těžko překonatelnou překážku, a s Německem koalice Centrálních mocností stála a padala.
A právě v době, kdy byla vyzrazena tajná jednání Karla I. o separátním míru mezi Rakousko-Uherskem]] a Dohodou, byla zastavena jarní Ludendorffova ofenzíva a pohyb vojsk na západní frontě se postupně obrátil. Postup vojsk Dohody demoralizoval německou armádu a ta se dostala na pokraj zhroucení. Po vyzrazení Karlových jednáních se jasně ukázala závislost Rakousko-Uherska na Německu. Díky mezistátním smlouvám, jež byly uzavřeny ještě se starým císařem, byla rakousko-uherská armáda podřízena německé a promíchanost jednotek obou zemí na bojištích ani neumožňovala samostatný postup monarchie. Během léta se ukázalo, že už není žádná naděje na vítězství, o pozdějším osudu monarchie se teprve jednalo.
30. května 1918 byla v Pittsburghu podepsána dohoda českého a slovenského exilu o společném postupu ve věci vytvoření samostatného československého státu. V srpnu 1918 byly na území jihoslovanských zemí monarchie zakládány národní rady s cílem připravit podmínky pro poválečné vytvoření plně autonomního jihoslovanského státu. Polský emigrantský národní výbor existoval již od podzimu 1917.
V květnu 1918 došlo k dohodě císařů Karla I. a Viléma II. o užší vojenské a hospodářské spolupráci mezi Rakousko-Uherskem a Německým císařstvím. Tento demonstrativní krok absolutního vojenského i hospodářské připoutání Rakousko-Uherska k Německu vedl k tomu, že zahraniční politika států Dohody v čele s USA definitivně „zlomila hůl“ nad starou monarchií a její územní integritou.
V tom však hrálo velkou roli i Masarykovo intenzivní lobbování ve věci osamostatnění Československa a jihoslovanských států.

### Poslední dějství

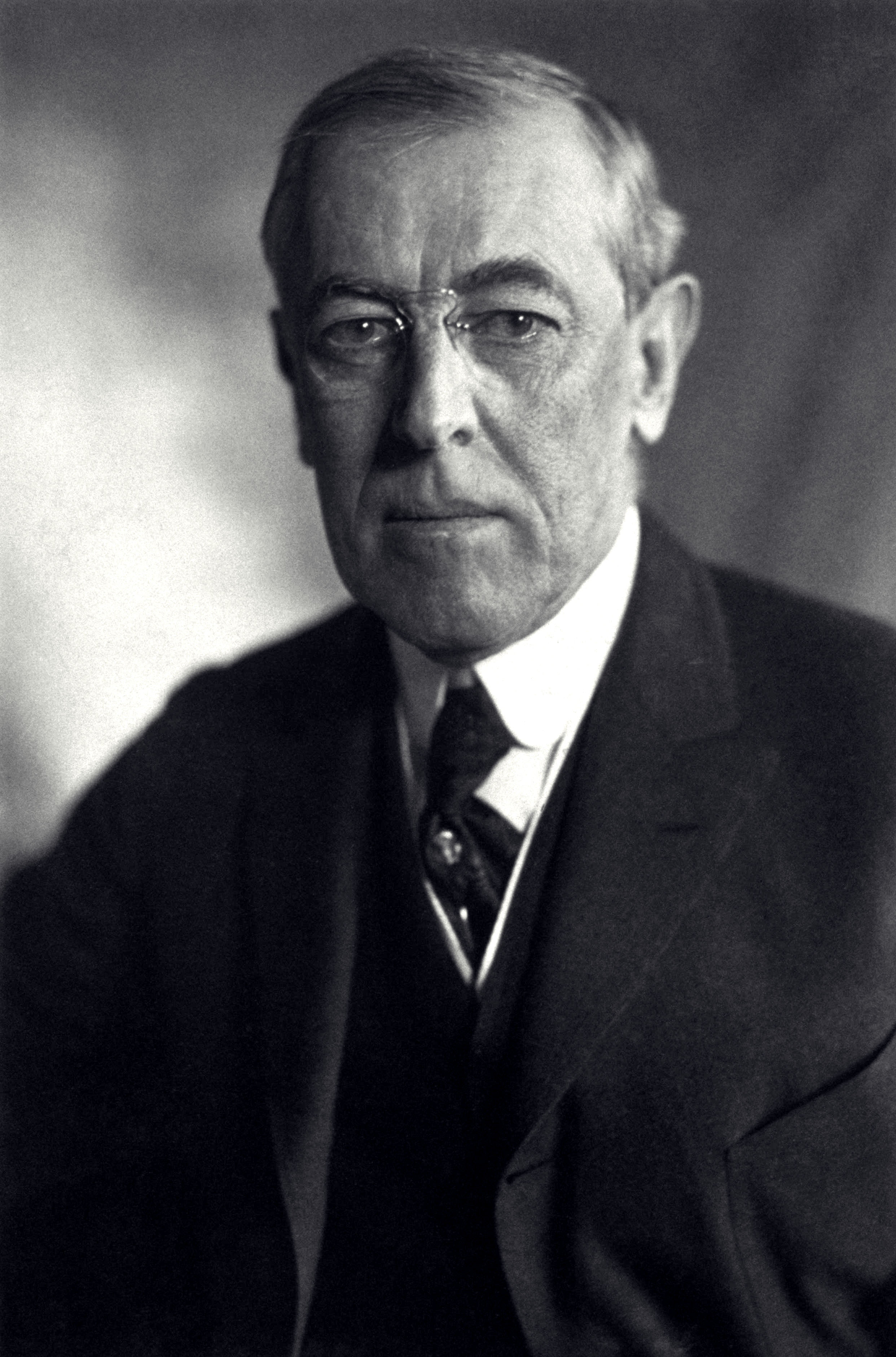
Prezident USA Woodrow Wilson, hlavní rozhodce 1. světové války

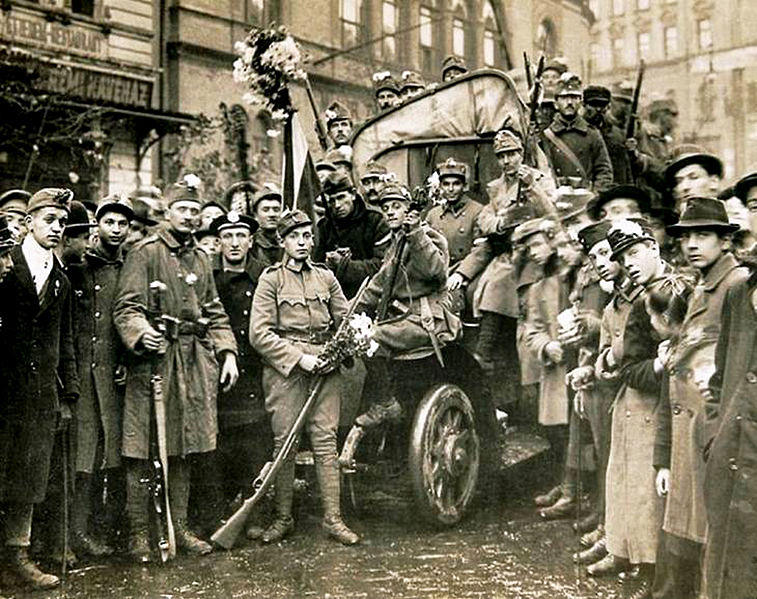
Revoluce v Maďarsku. Květy aster prodávaných v tomto dušičkovém čase v budapešťských květinářstvích si vojáci zapichovali do uniforem místo metálů. Odtud název Astrová revoluce.

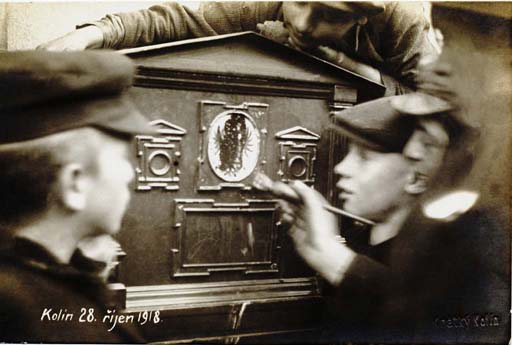
Lidé zamalovávají rakousko-uherský znak na poštovní schránce během českého převratu 28. října 1918.

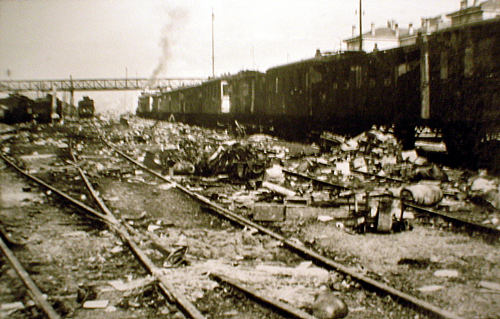
Železniční stanice v Tridentu s posledním rakouským transportem 4. listopadu 1918. Stav stanice i vlaku jakoby symbolizoval stav celé císařské armády. Parádní vojenské přehlídky z časů Františka Josefa už nenávratně patřila minulosti.

14. září Rakousko-Uhersko bez vědomí Německa oficiální cestou požádalo dohodové státy o příměří, ze všech stran bylo příměří rázně odmítnuto.
V polovině září došlo k prolomení soluňské fronty a 29. září kapitulovalo spojenecké Bulharsko, vojenské postavení Centrálních mocností na Balkáně se tím zcela zhroutilo. Na přelomu září a října došlo v Německu ke změně státního režimu, kdy se Německo stalo parlamentním státem s prozatímní vládou, která 3. října, společně s rakousko-uherským ministerstvem zahraničí odeslala americkému prezidentovi žádost o uzavření míru.
11. října 1918 vydalo vrchní velitelství armád rozkaz o vyklizení území Srbska.
Od 13. října 1918 bylo připravováno vydání tzv. Washingtonské deklarace, ve které byla vyhlášena Československá republika s prozatímní exilovou vládou.
Na 14. října 1918 byla naplánována generální stávka v Čechách proti vyvážení potravin ze země a při této příležitosti měla být vyhlášena republika. Akce však byla předčasně vyzrazena, proto se konala pouze stávka a k oficiálnímu vyhlášení republiky nedošlo. Jakýmsi omylem však byla republika vyhlášena v Písku, kde lidé začali realizovat státní převrat se vším všudy: strháváním symbolů státu, vyvěšováním červenobílých národních vlajek, vojáci odmítli poslušnost svým velitelům. Během dne se ukázalo, že vyhlášení převratu bylo předčasné a vojáci se vrátili do kasáren. Přijela jednotka uherských vojáků, kteří místo zajistili a vyšetřovací komise velice liknavě případ řešila.
Pod dojmem hrozícího rozpadu soustátí vydal Karel I. 16. října 1918 Národní manifest o federalizaci Předlitavska, čímž se pokusil obnovit důvěru obyvatelstva možností rozšířit národní suverenitu. To však bylo vnímáno jako nedostatečné, navíc se opatření nevztahovalo na Zalitavsko, kde fungoval jiný ústavní režim a pozice císaře zde byla slabší. V manifestu císař vyzýval národy k vytváření národních rad, jakožto zárodků budoucích zákonodárných orgánů jednotlivých spolkových zemí. Manifest tak spíš přispěl k rychlejšímu rozpadu státu, národní rady byly skutečně okamžitě ustanovovány. Vznikaly též národní rady německé, které se také dožadovaly práva na sebeurčení svého národa. Vznikla tak národní rada Německého Rakouska, která později vyhlásila Rakouskou republiku.
23. října 1918 byla na italské frontě zahájena mohutná ofenzíva spojených italských, francouzských a britských vojsk, které demoralizovaná a zcela vyčerpaná rakouská armáda nedokázala vzdorovat a během několika dní zde přišla o více než 300 tisíc vojáků. Právě zde bylo Rakousko-Uhersko vojensky poraženo.
25. října byla sestavena Uherská národní rada pod předsednictvím hraběte Károlyiho po odstoupení třetí vlády Sándora Wekerleho. Karolyi aspiroval na funkci uherského ministerského předsedy s programem demokratické reformy Uher, jejich osamostatnění od svazku s Vídní a usmíření s nemaďarskými národy bez narušení územní celistvosti země. Císař však jeho ambice neuznával a jmenoval za ministerského předsedu Jánose Hadika. Revoluční nálada maďarského obyvatelstva tím dále eskalovala.
26. října císař Karel I. vypověděl spojenectví s Německem a 27. října Rakousko-Uhersko nótou ministra zahraničí Andrássyho přijalo podmínky prezidenta Wilsona pro jednání o příměří. Zveřejnění nóty 28. října bylo v Čechách mylně vnímáno jako vojenská kapitulace a v chaotické situaci byla v Praze vyhlášena republika. Vojenské jednotky z Uher, které se právě nacházely v Praze sice o vojenském potlačení revoluce uvažovaly, ale nakonec se žádný vojenský zásah nekonal.
26. října byla též ve Spojených státech podepsána Filadelfská dohoda mezi T. G. Masarykem a předsedou Americké národní rady Uhro-Rusínů Grigorijem Žatkovičem o připojení území budoucí Podkarpatské Rusi k Československu.
27. října byla v Haliči sestavena polská Likvidační komise, která na území země okamžitě začala s odzbrojováním Rakouských jednotek. 31. října německý generál-gubernátor ve Varšavě v německé okupační zóně předal vojenské velení do polských rukou. Polský stát se začal obnovovat na území překříženým hranicemi bývalých záborových mocností.
29. října 1918 Chorvatský sněm v Záhřebu rozhodl o přerušení veškerých státoprávních pojítek s Uherským královstvím a Rakouským císařstvím a prohlásil Chorvatsko, Slavonii a Dalmácii za zcela samostatný stát, a pak rozhodl, že sjednocený chorvatský stát vstupuje do nového Státu Slovinců, Chorvatů a Srbů (SHS) bez ohledu na teritoriální hranice Rakousko-Uherska. Pravomoci Chorvatského sněmu byly přeneseny na chorvatskou Národní radu, která 31. října prohlásila, že Stát SHS je připraven vstoupit do jednoho státu se Srbskem a Černou Horou. Nové politické útvary na rakousko-uherském území obývaném jihoslovanskými národy zatím státy Dohody neuznaly, jelikož reprezentace národních hnutí zde nebyla jednotná a čekalo se na pozdější vyjasnění. Srbská vojska zatím po zhroucení soluňské fronty po kapitulaci Bulharska postupovala přes slabě se bránící převážně německé jednotky a 1. listopadu vstoupila do Bělehradu.
30. října Slovenská národní rada vyhlašuje Martinskou deklaraci, kterou se zatím geograficky jen nepřesně určená oblast budoucího Slovenska přihlašuje k Československé republice.
31. října Astrová revoluce v Budapešti vynesla do čela Uher hraběte Karolyiho, který se stal premiérem. Revoluce nemohla být potlačena, protože vojenské a policejní jednotky se přidaly na revoluční stranu. Nová uherská vláda vypověděla smlouvy o rakousko-uherském vyrovnání, čímž se Uhry osamostatnily od Rakouska.
Zatímco uvnitř monarchie vzplály revoluce a vzpoury, na frontách se stále válčilo a umíralo. Koalice italských, francouzských a britských vojsk pokračovala ve zdrcující, krvavé a snad i docela zbytečné ofenzivě v rámci poslední bitvy na Piavě. Vojenská kapitulace zde byla podepsána až 3. listopadu, tedy v době, kdy už Rakousko-Uhersko prakticky neexistovalo. Mír vstoupil v platnost 4. listopadu 1918. První světová válka pro země bývalého Rakousko-Uherska skončila.
Revoluční události vzplály i v samotné Vídni. Na přelomu října a listopadu 1918 bylo v okolí hlavního města velmi nebezpečno a vládla zde naprostá anarchie, ve které se i členové vlády báli o své životy. Kromě císařem jmenované vlády profesora Lammasche si tuto funkci nárokovala též Státní rada. Rakouský císař však stále sídlil v Schönbrunnu a odmítal přes nátlak revolučního prozatímního Národního shromáždění Německého Rakouska abdikovat. Byl navrhován plebiscit, ve kterém by obyvatelstvo rozhodlo o tom, jestli má být Rakousko monarchie nebo republika. Císař ale plebiscit odmítal s tím, že královská koruna je pro něj odpovědnost svěřená od Boha a žádný plebiscit to nemůže potvrdit ani vyvrátit.
9. listopadu svrhla revoluce císařství v sousedním Německu a císař Vilém II. uprchl do emigrace. Rakouská sociální demokracie při té příležitosti opět požadovala vyhlášení republiky. Císař nakonec 11. listopadu podepsal kompromisní dokument, ve kterém rezignoval na řízení státních záležitostí. Abdikace to ale nebyla. 12. listopadu byla vyhlášena republika Německé Rakousko se zatím blíže nespecifikovanými hranicemi.

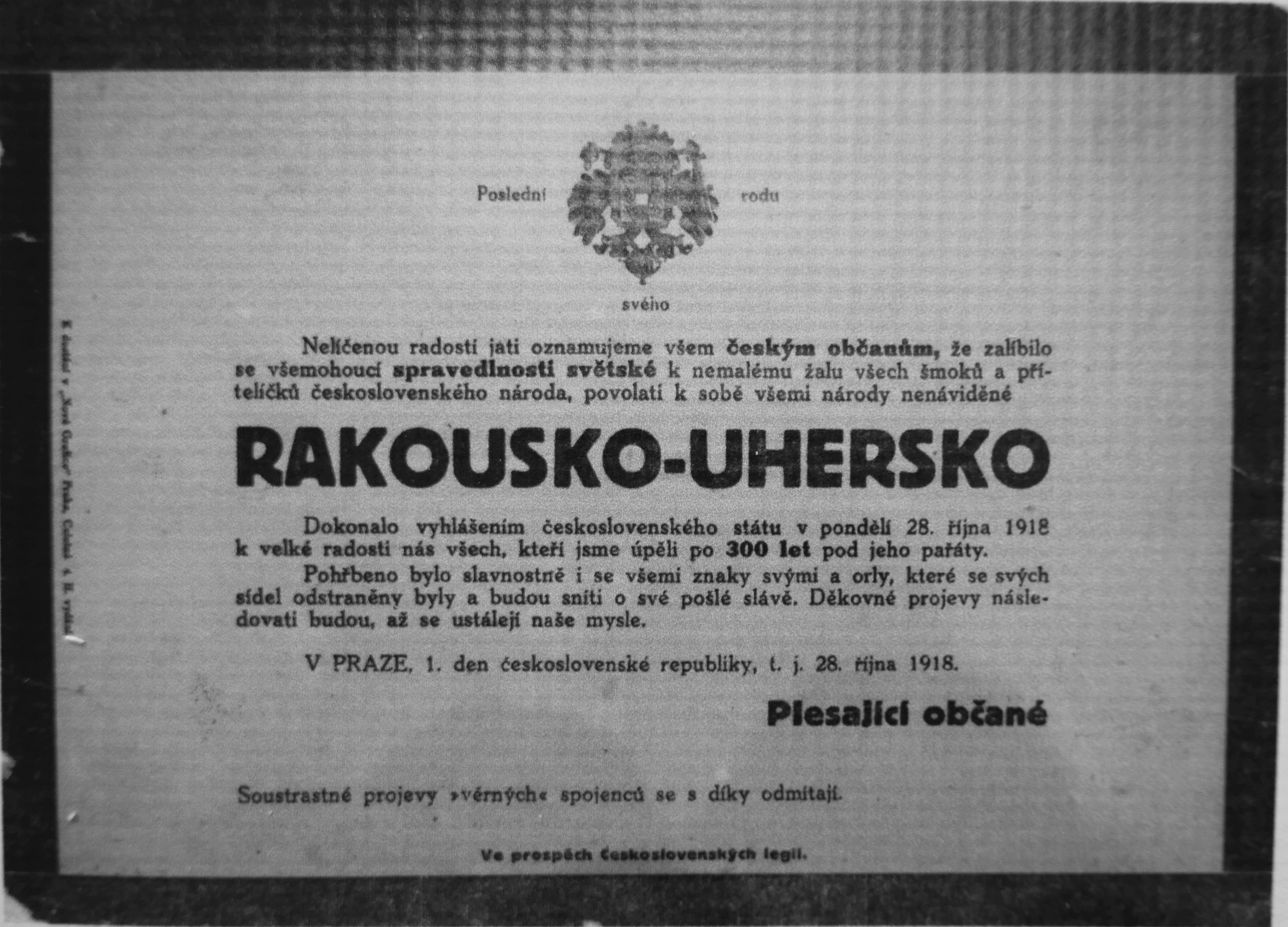
Sarkastické parte pro Rakousko-Uhersko

16. listopadu 1918 byla vyhlášena nezávislá Maďarská republika s prezidentem Mihály Károlyim.
20. listopadu zástupci Sedmihradských Rumunů vyhlásili odtržení od Uher a 1. prosince se připojili k Rumunskému království. V prosinci 1918 byl též zorganizován plebiscit mezi karpatskoruskými emigranty v USA, kde se drtivou většinou rozhodlo o připojení Podkarpatské Rusi k Československu.
Ve všeobecně bouřlivé atmosféře vznikalo v krátké době na území bývalé monarchie množství různých státních útvarů či samosprávných celků. V prosinci 1918 tak vznikla na území Haliče Lemko-rusínská republika, během roku 1919 pak na území bývalých Uher Slovenská republika rad nebo Huculská republika. V německých oblastech českých zemí vznikly provincie Německé Čechy nebo již 30. října vyhlášená provincie Sudetenland. Oblasti jižních Čech a Moravy byly na papíře připojovány k příslušným rakouským spolkovým zemím, s nimiž sousedily. Oblasti sousedící s Německem měly být připojeny k němu, jakož i byly vyvíjeny snahy o spojení Rakouska a Německa. Ačkoliv jsou tyto aktivity v české historiografii mnohde dramatizovány jako skutečně vážné a velezrádné ohrožení vznikající republiky, realita přímo v dotčených regionech byla odlišná. Šlo totiž především o aktivity některých politiků a státních úředníků, které se neopíraly o podporu širší veřejnosti ani podnikatelských kruhů. Podnikatelé neměli většinou zájem o spojení těchto oblastí s Německem, jelikož se obávali tvrdé konkurence vyspělejších německých podniků, navíc oblasti byly s německým vnitrozemím velmi špatně dopravně propojeny. Političtí aktivisté, kteří stáli za vznikem těchto vzdorovitých provincií, mnohdy počítali s vojenskou podporou jak ze sousedního Německa, tak i s náborem navrátilců z bojišť Světové války. Pro německou diplomacii stejně jako pro vojenské navrátilce měl ale v tuto dobu už větší hodnotu mír a téměř nikdo neměl zájem hrnout se do nových válečných dobrodružství.
V této době též docházelo k dalším vojenským střetnutím nástupnických států. Část italských vojsk nerespektovala podmínky příměří podepsaného 3. listopadu 1918 v Padově a postupovala hluboko na území jihoslovanských států. Krátce spolu válčilo Československo a Polsko, vleklá krvavá válka se vedla mezi Československými vojsky a maďarskou Rudou armádou, Rumunská vojska krátce okupovala Budapešť.
Pomyslnou tečkou za existencí monarchie byly Saintgermainská smlouva z 10. září 1919 a Trianonská smlouva ze 4. června 1920, které s konečnou platností stanovily hranice nových států.

## Po zániku

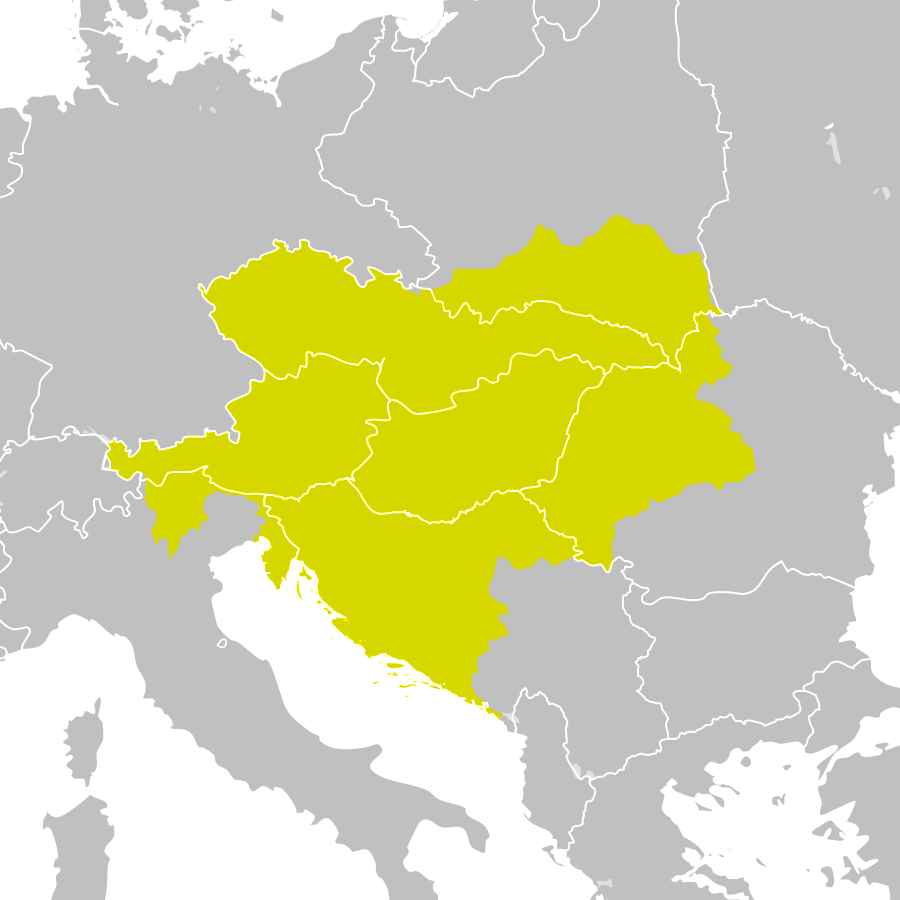
Silueta Rakouska-Uherska na poválečné mapě Evropy (1929)

Na začátku ledna 1919 se rozjel Karl Renner do rodinného sídla v Eckartsau, aby Karla I. pobídl k odjezdu. Vzhledem k tomu, že Renner nedodržel císařskou ceremonii a svoji návštěvu neohlásil, Karel a Zita ho nepřijali. Na konci února 1919, po intervencích bratrů Zity – Sixta a Xaviera von Bourbon-Parma – a anglického krále Jiřího V., byl vyslán do Eckartsau britský důstojník Edward Lisle Strutt, aby císařskou rodinu ochránil před osudem, který postihl ruskou carskou rodinu.
Křesťanští demokraté společně se sociálními demokraty usilovali o vyhoštění císaře ze země: „Karel měl možnost formálně abdikovat a zůstat s rodinou jako obyčejný rakouský občan v zemi. Nebo neabdikovat a v tom případě vycestovat. A konečně třetí možnost, zapudit tyto dva návrhy a být uvězněn.“ Struttovi, který byl o těchto možnostech vládou informován, se podařilo Karla k odjezdu přemluvit. Karel hodlal vycestovat pod jedinou podmínkou: „Slibte mi, že vycestuji jako císař a ne jako nějaký zloděj v noci.“ Večer 23. března 1919 nastoupil ve své uniformě císař Karel I., jeho žena, děti a jeho matka v blízkém Kopfstetten se všemi poctami do vlaku.
Císař se svého titulu nevzdal a neabdikoval. V jeho myšlení to byl nárok zcela legitimní, který navazoval na staleté tradice habsburského domu. Vzdát se trůnu byla věc pro něho morálně nemyslitelná. Z toho důvodu se nemohl vrátit do Rakouska, kde byl přijat tzv. protihabsburský zákon, který umožňoval členy rodu, kteří se nevzdali nároku rodu na trůn, vyhostit ze země a jejich osobní majetek propadl státu.
V Československu byla pro Habsburky situace ještě horší. Československé úřady se nezdráhaly zabavit majetek sirotků po Františkovi Ferdinandovi d’Este a Žofii Chotkové-Hohenbergové, ačkoliv tyto děti ani nebyly příslušníky habsburského rodu a neměly naději na následnictví – byly totiž rodem Hohenbergové, nikoliv Habsburkové. Děti byly vyhoštěny ze země.
Císař Karel I. se ještě dvakrát pokusil převzít trůn v Maďarsku, ale ani jeden z pokusů nevyšel. Maďarsko po několika státních převratech skončilo jako monarchie bez krále – toho prozatímně zastupoval regent admirál Horthy. Karel I. zde měl poměrně vysokou podporu mezi obyvatelstvem i elitami, jelikož ani jeden z režimů, které se v krátkém období let 1918–1921 v Maďarsku vystřídaly, neoplýval smyslem pro občanská a lidská práva. I státní zřízení umožňovalo, že by se králem mohl stát. Ani druhý, velice nadějný pokus, nevyšel. A to i kvůli zradě ze strany některých jeho domnělých příznivců.
Karel I. musel znovu ze země odejít a byl internován v horách ostrova Madeira, kde panovalo pro jeho chatrné zdraví velice nevhodné klima. Při mírových jednáních vítězné mocnosti nařídily nástupnickým státům, aby internovanému císaři poskytly přesně určený roční finanční obnos, jelikož byl zcela zbaven majetku. Žádný finanční příspěvek však nedorazil a při jeho vážném onemocnění nezbývaly prostředky ani pro nejnutnější lékařskou péči. Císař Karel I. zemřel v dubnu 1922 na následky nachlazení. V zemích, kam se snažil přinést mír ve válce, kterou nevyhlásil a se kterou nesouhlasil, zůstal zcela zapomenut, paradoxně považován za úhlavního nepřítele.
V některých nástupnických státech byla stará monarchie po první světové válce nezřídka přímo démonizována jako vězení národů a nesvobodný stát, kde dva národy zcela ovládaly národy ostatní. Na začátku 20. let patrně málokdo čekal, jaký osud je nástupnickým státům přichystán. V tomto smyslu se vyjádřil švýcarský historik Robert Ingrim: „Rakousko utlačovalo své národy tím, že jim všemožně překáželo, aby se navzájem utlačovaly.“